# 郑州市
郑州市，简称“郑”，古称商都，今为绿城，是河南省省会，中原城市群中心城市，国家历史文化名城，国家中心城市，中国超大城市， 中部地区重要的中心城市、国际性综合交通枢纽城市 。郑州市是全省重要的铁路、航空、高速公路、电力、邮政电信主枢纽城市，拥有全國首个国家级航空港经济综合实验区——郑州空港经济综合试验区。郑州市是中国普通铁路和高速铁路网中唯一的“双十字”中心，也是首批跨境电子贸易试点城市和国家级互联网骨干直联点城市。
郑州位于河南省中部偏北，黄河下游。现辖6个市辖区（中原区、二七区、金水区、惠济区、管城区、上街区），代管5个县级市（荥阳市、登封市、巩义市、新郑市、新密市）和1个县，全市总面积7,567.18平方公里，其中市区面积1,078.07平方公里。2023年，全市常住人口1300.8万。居民以汉族为主，母语为中原官话的郑州方言。
郑州地級市轄區曾是包括出生于新郑的中华人文始祖轩辕氏所领的有熊国以及夏朝、商朝、管国、郑国和韩国在内的这些部落联盟或国家部分时期建政或建都所在地，因此被列为中国八大古都區之一。
鄭州市核心區也有悠久的歷史。如采納从鄭州商城遺址算起，郑州已经有3600多年的城建史。考古人员于1995年在郑州北郊邙岭余脉发现的西山古城遗址又把郑州地区城市出现时间提前到距今约5300年的仰韶文化晚期，被视为中国城市文明的源头。清末大臣盛宣怀奉旨勘察芦汉铁路时来到郑州，将郑州站辟为甲等火车站，直接影响了郑州近代发展进程。
郑州古代为“豫州”和“中州”的一部分，自古至今均为交通要塞，有“九州之中，十省通衢”之称，如今郑州北站仍是中国最大的铁路编组站之一。因为商朝早期的都城在如今的郑州境内，郑州有“商都”的雅号。同时，郑州被认为是中国商业的发源地之一，又是中国国务院确立的商贸中心试点城市之一，因此“商都”也具有了“商业之都”的含义。郑州以打造都市区，建设国家中心城市为目标，基于城市定位，规划测算至2035年人口将达到1800万人。郑州自2016年起连续入选GaWC发布的全球城市排名，并在2024年被评为Beta级别。

## 名稱
鄭州古稱管城，隋開皇三年，因新鄭屬滎州故，將滎州更名爲鄭州，隨卽出現兩個「鄭」地：
- 雍州地區雍州郑县
- 豫州地區郑州管城縣

僅24年後，恢復郡制，郑州復名滎陽郡。唐朝武德四年，重置鄭州，此後「鄭州」一名固定下來，隨著行政區劃的碎片化「鄭州」逐漸代替「管城」指代這一城市，「華州」逐漸代替「鄭縣」指代「鄭」原所代表的城市。終於在元代，華州郑县廢；民國時，河南鄭州降爲鄭縣，自此地名「鄭」獨指新鄭北部的這一城市。

## 历史

### 远古至西周
距今约10500年至8600年的新密市李家沟遗址出土遗物揭示了中原地区旧石器时代晚期至新石器时代，居民从以狩猎为生过渡到以种植粮食与狩猎并重的历史。在新郑市裴李岗发现的距今约8000年的裴李岗文化遗址表明当时的人民已开始饲养家畜并从事家庭手工业生产活动，原始农业生产在黄河流域的发展是中华文化产生和发展的基础。位于郑州市区内的大河村大型古代聚落遗址，是仰韶文化的典型代表，遗址中许多保存完好的房基，以其独特的“木骨整塑”的建筑工序和施工方法，为研究中国古代建筑提供了重要实物。

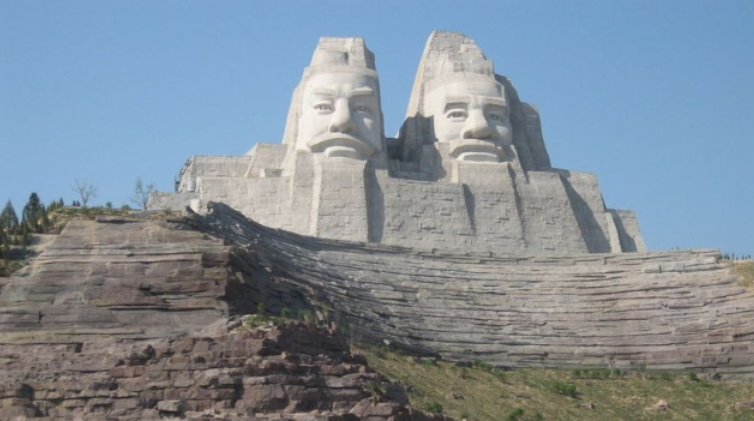
郑州黄河景区炎黄帝雕像

从五帝到前商，郑州因是五帝、夏、商三朝的腹地而成为中华文明轴心区。西山古城遗址在中国古代建筑发展史上具有里程碑式的意义，它开启了中国古代大规模城垣建筑规制的先河，其建筑方法和形制结构对后世的建筑产生了深远影响，对当代研究华夏早期文明的起源也具有重要的意义。

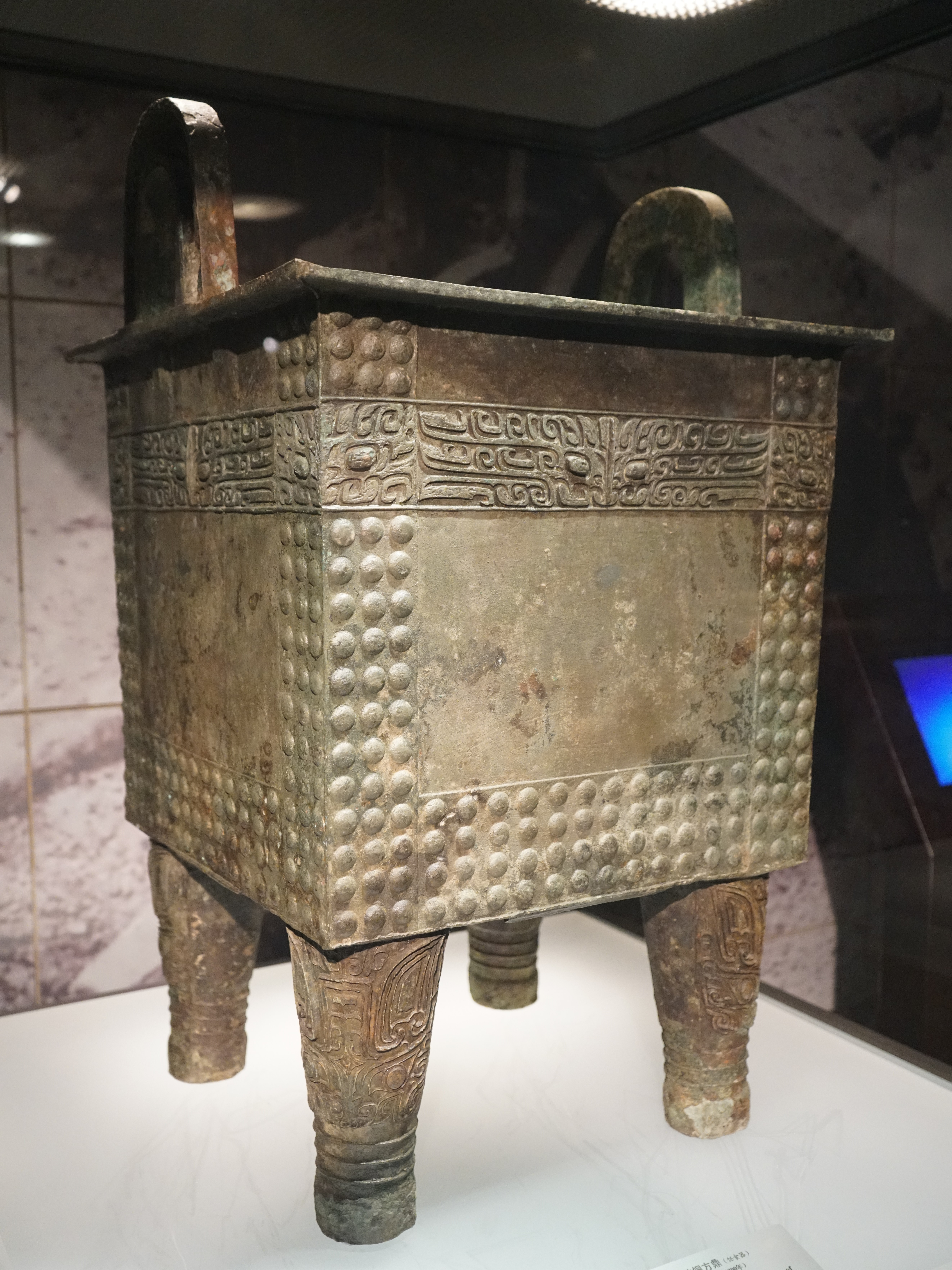
寿面乳钉纹铜方鼎，郑州南顺城街窖藏出土

公元前2070年至前1600年，夏朝的元老人物禹建都于登封阳城王城岗，以嵩山为中心的伊洛河和颍河上游一带以及山西南部是夏人的活动中心。商部落从君主契开始至商汤共迁徙8次，公元前1675年，商汤以“吊民伐罪”的名义攻占夏朝国都封丘，灭掉夏桀，创立中国历史上第二个奴隶制王朝，商汤建都今郑州市区一带，史称西亳。现存的郑州商城遗址有内外两重城垣，内城城垣呈长方形，外城城垣呈圆形围绕着内城。其“外圆内方”的城郭布局体现了古人“天圆地方”的宇宙观。
公元前1046年，武王克殷建立西周，定都于镐京，周天子将其弟管叔封于郑州，称管国。除管国外，在郑州的封国还有郐国、东虢国、祭国和密国等。公元前770年，西周灭亡后，郑武公与秦、晋、卫三国联军击退犬戎，受封卿士，留洛阳执政。不久因护送平王东迁洛阳有功，受赏虎牢關之地。郑武公将郑国国都建在荥阳，成为郑国第二代国君。郑国随后吞并了郐国、东虢国和胡国，前765年，郑武公迁都至原郐国所在地，为区别陕西华县的郑国，而将河南的郑国定名新郑。

### 春秋至南北朝
春秋时期出现了诸侯群起，群雄争霸，天下纷乱的局面，郑国为了生存，与其他诸侯国之间时而合作，时而对抗，纵横捭阖，相互兼并，这种状况一直持续到战国。子产当政时期的郑国，外御强邻，内修法度，推行田制改革，安内攘外，使郑国由贫弱转为富强。子产死后，子太叔接任为政一职，但因郑国君主宽严皆误，致使国内匪盗严重。公元前375年，韩国灭掉郑国，迁都新郑。公元前355年，秦国商鞅变法之时，韩国在诸侯国中已处于弱势，但即位后的韩昭侯不拘一格，任用郑国亡国之臣申不害为相，使韩国国治兵强，成为战国七雄之一。但到了战国后期，韩国逐渐衰败，前230年，秦军生擒韩国国王，灭韩国。至此，新郑先后做为郑国和韩国的国都达500年之久。
秦军攻入韩国后，在其地域上设置具有军事性质的三川郡，至公元前221年，秦始皇统一六国建立秦国后，在全国置36郡，三川郡正式成为行政单位，郡治先在洛阳后迁至荥阳。郑州大部分属于三川郡，新郑属于颍川郡。秦末爆发陈胜吴广起义，前208年，吴广率部围攻荥阳时被部下杀害，陈胜率军直逼咸阳，动摇了秦王朝的统治地位。 前206年，刘邦屯兵荥阳，郑州的京、索二水之间是刘邦和项羽进行的楚汉战争的主战场之一，双方连番争战，相持数月最后不得不以鸿沟为界，中分天下。秦汉时期，今郑州地域以荥阳为中心，因处交通和运河要道，经济日趋繁荣。
西汉时期，依托大隗山、役山（今敏山）和少室山一带丰富的矿藏资源，巩义和荥阳成为国内重要的冶铁基地，荥阳在汉代设有铁官，从古荥汉代冶铁遗址发掘出的大型炼钢高炉炉基和球墨铸铁遗物，反映了汉代已达到最高的黑金属冶铸技术水平。东汉后期，各地豪强各据一方，黄巾起义后，又出现军阀混战，曹操占据中原。建安五年（200年），曹操在中牟东北的官渡打败袁绍，此乃中国历史上著名的以少胜多的官渡之战。晋朝从晋惠帝登位开始直至十六国后赵政权建立为止，约三十年间包括郑州在内的中原一带了无宁日，农业萧条，饥荒频仍。北魏，古印度人达摩云游至嵩山少林寺面壁九年，传衣钵于慧可。此后，达摩被人尊为中国禅宗初祖，少林寺的禅宗祖庭地位也由此确立。

### 隋代至清代

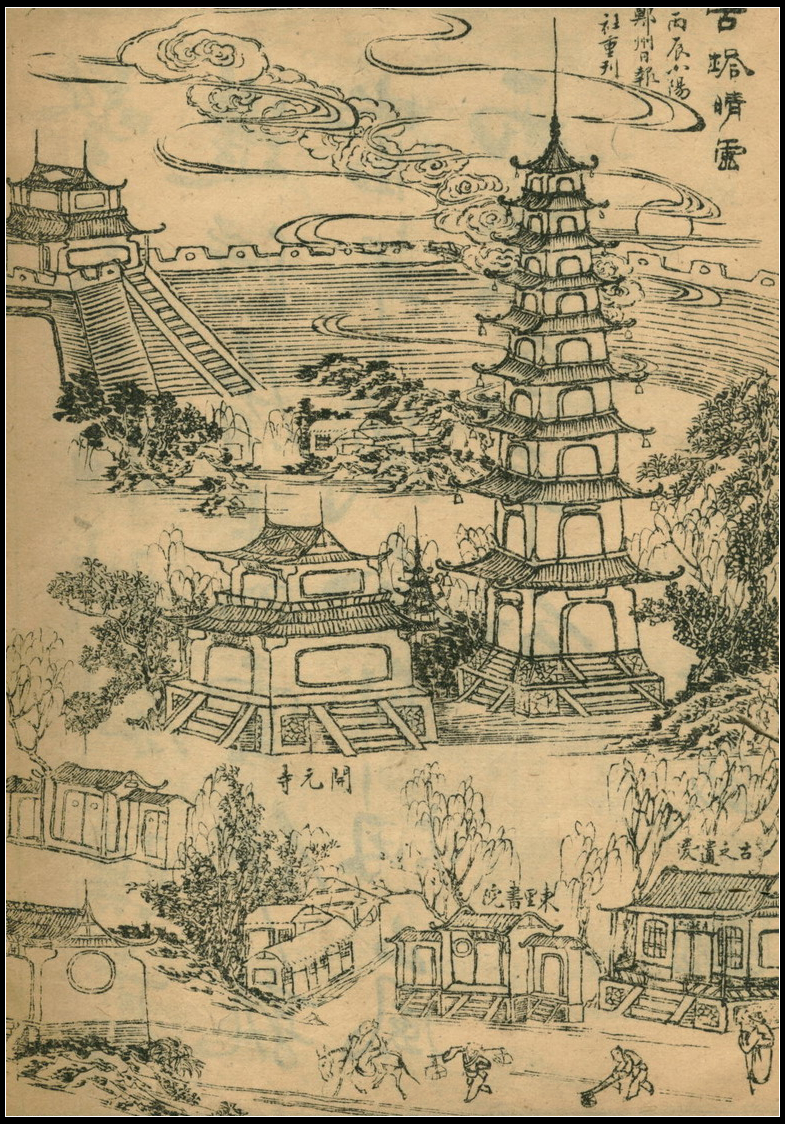
郑州古八景古塔晴云

隋朝，隋文帝“悉罢天下诸郡”，实行州、县两级制，开皇三年（583年），改荥州为郑州，此乃郑州得名之始。隋炀帝开通大运河和通济渠后，郑州一度商旅往返，船乘不绝，成为全国水陆交通的重要枢纽。大业十四年（618年），隋朝大将宇文化及杀隋炀帝，隋亡，杨侗趁机在洛阳称帝。开明元年（619年），太尉王世充废杨侗自立为帝，国号郑。这是中国历史的第三个郑国。开明三年（621年），唐王李世民率三千铁骑与拥有十万大军的窦建德发生虎牢之战，窦建德战败，盘踞洛阳的王世充随即投降。
唐代，調露二年（680年），唐高宗李治携武则天游嵩山。唐大周萬歲登封元年（696年），武则天赴少室山行封禅礼，因年号为万岁登封元年，而改嵩阳县为登封。自安史之乱后，黄河流域的生产遭到破坏，中原地区千里萧条。北宋建都汴京后，郑州于崇宁四年（公元1105年）被建为西辅，成为宋代四辅郡之一，自北宋开始，讲学之风盛行，国内各地多选山林名声之地建立书院，位于登封峻极峰下的嵩阳书院是当时的四大书院之一。金代和元代时期，郑州的土地大量荒芜，经济发展基本处于停滞状态，唯有天文学的发展取得了一定成就，由郭守敬和王恂主持在全国设立了27个天文观测台，登封的观测台则是全国观测中心。
明朝建立后，为改变中原人烟稀少土地荒芜的状况，先后从浙江和山西等地迁民至河南，当时，荥阳和中牟等县都有不少移民落户。明末各地起义不断，崇祯八年（1635年）李自成的义军攻占汜水、荥阳等县，进军广武山。为了突破明朝军队的围剿，13家义军72营共计20余万人，在荥阳聚会，商讨作战方略，史称“荥阳大会”。明末清初，约40年的战乱，黄河堤防失修，有的地段常年决口，漕运影响甚重，康熙元年（1662年）6月，黄河泛滥，中牟城西、南、北三关均被水淹，康熙二十二年（1683年）修筑高4丈，宽10丈的黄河堤。
光绪十三年（1887年）9月30日，郑州下汛十堡（今惠济区花园口镇石桥村）发生黄河决口，致使200多万（一说93万；一说最保守估计150万；一说700万）人罹难，清史研究学者夏明方称其为“近代中国人口损失最严重的一次洪水灾害”，英国密德萨斯大学国际关系学教授彼得·霍夫（Peter Hough）称其为“人类历史上最致命的自然灾害之一”。
清末，随着平汉和陇海两条铁路在郑州交汇，郑州成为中国东西、南北大动脉的纽带，经济地位不断提升，成为一个重要的农副产品集散地和工业品输入的小商埠。

### 中华民国
中华民国成立后，1913年郑州直隶州改为郑县。1920年，北洋政府河南省议会通过了在郑州设立商埠的议案。1923年2月，由中国共产党领导的京汉铁路工人二七大罢工在这里发起，但很快得到平息。同年3月，北洋政府国务会议正式下文将郑州开辟为商埠，在郑州设立商埠督办公署。1927年创刊于上海的《旅行杂志》已把郑州称为华北大都会。1928年，冯玉祥改郑县为郑州市。1931年，蒋介石、阎锡山、冯玉祥爆發中原大战之后，又将郑州撤市改为县。1938年6月9日，国民政府为了阻止日军沿陇海铁路西进，选择将花园口黄河南岸的堤防炸毀以造成決堤，史称花园口决堤事件。共計390萬人流離失所，1200萬人受災。1946年1月，国民政府在郑州吕祖庙设立郑州绥靖公署，1948年10月22日，中国人民解放军攻占郑州，郑州绥靖公署被中国人民解放军接管，国民党在郑州的统治就此结束。此后实行市县分设，在郑县城区设郑州市，四郊仍为郑县。

### 中华人民共和国
1952年8月5日，河南省人民政府将省会迁址事宜提交决策层，报告写道：
|  | 鉴于河南省会在开封市，位置偏于全省东部，指导全省工作多方不便；郑州市则为中原交通枢纽，为全省经济中心，将来发展前景尤大，如省会迁往该市，则对全省工作指导及上下联系均甚便利，对该市发展也大有裨益……为此省人民政府第十三次会议暨省协商委员会常驻委员会第十次联席会议一致通过，决定将省会迁往郑州市，并成立省直建筑委员会，在省政府领导下，驻郑州统一进行修建与筹备工作，争取明年即行迁移…… |

1953年3月，郑县建制撤销，改为郑州市郊区并入郑州市。1954年10月30日，河南省会由开封迁往郑州。根据官方档案的记载，河南省之所以将省会从开封迁往郑州，是因为郑州的交通枢纽地位在全省其他城市中无可比拟，同时郑州因位居河南中部，相较与河南省东部的开封，更便于对全省管理。郑州升格为省会的同时也成为中国十五个重点建设城市之一，工业建设迅速崛起，纺织、煤炭和机械等65个骨干企业动工兴建。数十所大中专院校及一批科研院所从开封迁至郑州，同时郑州开始大规模的城市建设。
1958年4月，河南省委決定在鄭州開建東風渠，1959年9月完工，並於1960年和1961年間引黃河水入東風渠，但由於黃河水中的泥沙過多，造成水渠不暢。1962年11月，河南省委決定停灌。1978年閘門封閉，廢除索須河以北的渠道，使東風渠成為鄭州市區主要的排洪渠。

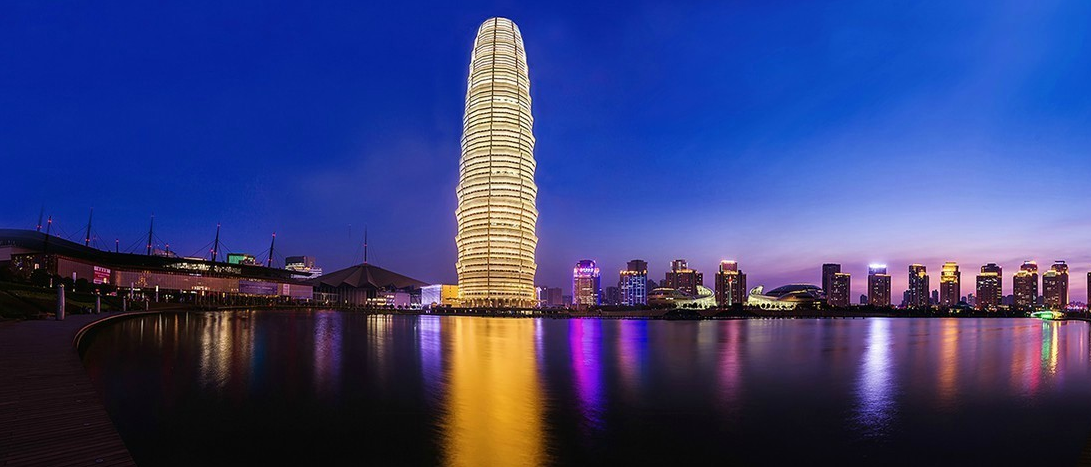
郑州如意湖

1997年，中華人民共和國国务院五部委正式批准郑州为全国商贸中心改革试点的三个城市之一。
2000年6月，由时任河南省省长的李克强提出加快开发郑东新区。2001年8月，郑东新区开始对外征集方案。2002年12月，在世界建筑师联盟年会上，郑东新区概念规划荣获中国首个“城市规划设计杰出奖”。21世纪初，郑州先后获得中国“国家园林城市”、“全国优秀旅游城市”、“全国最佳会展城市 ”、“全国最具竞争力城市”、“全国文明城市”等称号，并被确立为中原城市群和中原经济区的核心城市，洛阳为副中心。2004年成为“中国八大古都”之一。
上海合作组织成员国政府首脑（总理）理事会第14次会议于2015年12月14日至15日在郑州市郑东新区的郑州国际会展中心举行，国务院总理李克强、俄罗斯总理梅德韦杰夫、哈萨克斯坦总理卡里姆·马西莫夫等十多位政府首脑参加。
2016年12月，经国务院批复同意、国家发改委正式发布的《促进中部地区崛起“十三五”规划》中明确指出，支持郑州建设国家中心城市。12月28日，最高人民法院第四巡回法庭在郑州挂牌成立，巡回管辖河南省、山西省、安徽省和湖北省跨行政区域的重大行政和民商事案件。
2021年7月河南多地遭遇特大暴雨，郑州成为水灾最严重的地区，郑州最大小时雨量（201.9毫米）和24小时雨量（622.7毫米）均打破了该市气象台1951年设立以来的纪录，暴雨已造成至少292人死亡，47人失踪。随后由于救灾期间导致2019冠状病毒病疫情防疫措施降低导致2019冠状病毒德尔塔变种病株入侵并在郑州大规模爆发，截至8月4日已经导致101人感染。
2021年12月19日，郑州商都遗址博物院、郑州市文物考古研究院考古博物馆试开馆运行，並於2022年7月26日正式開放。

## 地理
郑州位于东经112°42'-114°14' ，北纬34°16'-34°58'，东西宽166公里，南北长75公里，总面积约为7446.2平方公里，其中市区面积约1010.3平方公里，山地面积约2377平方公里，全市水面面积约11.4平方公里。但随着南水北调中线工程的实施，以及郑州市生态水系工程的开展，郑州市的水域面积将会不断增加。郑州北临黄河，西依嵩山，东南为广阔的黄淮平原，东面是开封市，西面为古都洛阳市，南面是许昌市，北面为焦作市和新乡市。

### 地貌
郑州市横跨中国第二级和第三级地貌台阶，西南部嵩山属第二级地貌台阶前缘，东部平原为第三级地貌台阶的组成部分，山地与平原之间的低山丘陵地带，构成第二级地貌台阶向第三级地貌台阶过渡的边坡。郑州最高点位于登封市的少室山，它主峰是海拔约为1512.4米的连天峰，郑州最低点位于中牟县韩寺乡胡辛庄，海拔仅为73米。郑州地势自西南向东北倾斜，西南部最高海拔258米，东北部的柳园口海拔82.5米，西南部是受到侵蚀而形成的低山丘陵，逐渐向南过渡为黄土倾斜平原和黄淮冲积平原以及少量的沙丘和沙地。嵩山系秦岭支脉外方山的东延部分，西起洛阳龙门东侧，然后向东北一直延伸到新密市以北。邙山位于郑州市西北隅，邙山的地貌主要为黄土台地和黄土丘陵，由于黄河的侧蚀和众多沟谷侵蚀作用，使得黄土丘陵形态显得异常陡峻。具茨山系伏牛山系嵩山余脉，位于新郑市西南，山体石质为下元古代前震旦纪千枚岩、石英岩、石英片岩、矽质灰岩组成。

### 水系

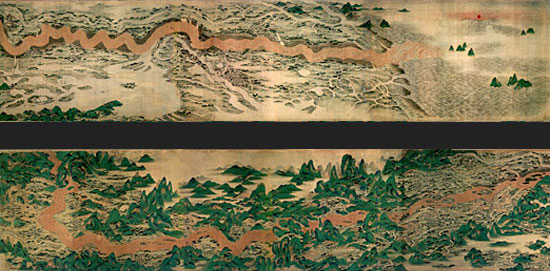
清代黄河图

郑州境内有大小河流124条，流域面积较大的河流有29条，分属于黄河和淮河两大水系，其中黄河流域6条，淮河流域23条。流经郑州段的黄河长约150.4公里，黄河是郑州市主要的生活用水水源地，黄河水从邙山干渠流入西流湖，经过柿园水厂的提灌站，将水提升至尖岗水库，再从尖岗水库分水向东敷设供水线路，分别向属于淮河流域的金水河、熊儿河、十七里河、十八里河和潮河供水。郑州市境内的伊洛河、汜水河和枯河是黄河的支流。伊洛河由洛河和伊河交汇后形成，总长447公里，在巩义市境内长37.8公里。汜水河分为两支，东支发源于新密市尖山乡田种湾村五指岭北坡，西支发源于新密市尖山乡巩密关村以北五指岭东牛旦山，汜水河上游东支建有仙鹤湖水库，西支建有峡峪水库。枯河古称“旃然河”，全长40.6公里，上游建有唐岗水库。
贾鲁河是淮河二级支流，发源于新密市北部山区。由古鸿沟、汴水演变而来，因元朝的工部尚书贾鲁主持疏导汴河而得名。贾鲁河在郑州市境内主要支流有金水河、索须河、熊耳河、七里河、魏河和潮河等，贾鲁河上游及其支流上建有多座水库。金水河为西南至东北流向，发源地有多种说法，金水经郭家嘴水库和帝湖水库（原金海水库）进入郑州市区，再经燕庄至金水区八里庙入东风渠。索须河因索河和须水两河汇流而得名。是荥阳市和郑州北部的泄洪排涝河道之一。熊儿河发源于郑州市区西南部的铁三官庙，因沿岸的居民区密集，该河污染较为严重。七里河源于新郑市郭店镇半坡桥村，最终在中牟县白沙镇后潘庄西汇入贾鲁河。
2009-2013 年郑州市水资源总量平均值为10.1874亿m,其中地表水资源量5.0177亿m、地下水资源量8.6842亿m、地表水与地下水重复计算量3.5145亿m。

### 气候环境
根据柯本气候分类法，郑州市地处北亚热带北缘，属亚热带季风气候，最冷月平均气温不低于0℃，年均温15℃，年积温介于3200℃~4500℃。在太阳辐射、地形地质、大气环流等因素的共同作用下，形成了冷暖适中、四季分明、雨热同期、干冷同季等特征的气候。随着四季的明显交替，依次呈现为春季干旱少雨，夏季炎热多雨，秋季晴朗日照长，冬季温暖少雨的特点。郑州市的冬季最长，夏季次之，春季较短。统计资料表明郑州市的平原和丘陵地区春季开始的时间大致在3月27日，终止于5月20日，历时55天；夏季开始于5月21日，终止于9月7日，历时110天；秋季开始于9月8日，终止于11月9日，历时63天；11月10日至次年的3月26日为冬季，长达137天。郑州各县（市）的气温（除嵩山外），随着自东北向西南地势的逐渐增高而增高或持平。处于西部浅山丘陵区的荥阳、巩义、新密和登封四市，年平均气温在14～14.3℃之间。极端最高气温43.0℃（1966年7月19日，市区；1966年6月22日，巩义），1951-2019年日最高温≥40℃天数34天。极端最低气温-19.7℃（1971年12月27日，中牟），市区极端最低气温-17.9℃（1955年1月2日、1971年12月27日、1990年2月1日）。郑州年平均降雨量610.9毫米，无霜期220天，全年日照时间约1950小时。
郑州因为经济结构原因导致空气质量一般。随着工业结构不断调整空气质量有了明显的改善，但PM2.5和PM10的年均浓度仍然远超中華人民共和國国家二级标准，且冬季PM2.5超標嚴重，雾霾頻發；夏季臭氧污染嚴重，呈逐年恶化的趨勢。近年来，郑州市包括空气污染在内的环境问题很突出，在2015年多个月份空气质量排行榜上一直位列全国倒数五名以内并受到环保部的约谈批评，为此郑州市政府自7月起开始主要针对扬尘、燃煤、尾气排放三大污染源全力进行大气污染防治工作。2019年，郑州市PM10年均浓度达到98微克/立方米（国家二级标准70微克/立方米），比2015年下降41.3%；PM2.5年均浓度达到58微克/立方米（国家二级标准35微克/立方米），首次低于全省浓度均值，比2015年下降39.6%。2019年郑州市优良天数为177天，同比增加9天，优良天数达标率48.5%；重污染天气24天，同比减少9天。
鄭州市擴散條件差。郑州市所在的河南省位於太行山、伏牛山脈以東，大別山以北，地理環境西高東低，受厄爾尼諾氣候影響，冬季冷空氣活動較弱，高濕逆溫現象頻發，大氣污染擴散條件極差。冬季冷空氣弱，頻繁發生境外重污染氣團移入、滯留而導致持續空氣重污染的情況。位於華北地區，靠近西北沙漠，春季易發浮塵天氣，造成PM10和PM2.5污染。
| 郑州市气象数据（1981年至2010年）                       | 郑州市气象数据（1981年至2010年） | 郑州市气象数据（1981年至2010年） | 郑州市气象数据（1981年至2010年） | 郑州市气象数据（1981年至2010年） | 郑州市气象数据（1981年至2010年） | 郑州市气象数据（1981年至2010年） | 郑州市气象数据（1981年至2010年） | 郑州市气象数据（1981年至2010年） | 郑州市气象数据（1981年至2010年） | 郑州市气象数据（1981年至2010年） | 郑州市气象数据（1981年至2010年） | 郑州市气象数据（1981年至2010年） | 郑州市气象数据（1981年至2010年） |
| 月份                                                   | 1月                              | 2月                              | 3月                              | 4月                              | 5月                              | 6月                              | 7月                              | 8月                              | 9月                              | 10月                             | 11月                             | 12月                             | 全年                             |
| ------------------------------------------------------ | -------------------------------- | -------------------------------- | -------------------------------- | -------------------------------- | -------------------------------- | -------------------------------- | -------------------------------- | -------------------------------- | -------------------------------- | -------------------------------- | -------------------------------- | -------------------------------- | -------------------------------- |
| 历史最高温 °C（°F）                                    | 21.0 (69.8)                      | 25.2 (77.4)                      | 29.2 (84.6)                      | 37.2 (99.0)                      | 38.5 (101.3)                     | 42.3 (108.1)                     | 43.0 (109.4)                     | 40.1 (104.2)                     | 37.9 (100.2)                     | 34.6 (94.3)                      | 27.0 (80.6)                      | 23.8 (74.8)                      | 43.0 (109.4)                     |
| 平均高温 °C（°F）                                      | 5.8 (42.4)                       | 9.2 (48.6)                       | 14.7 (58.5)                      | 22.1 (71.8)                      | 27.5 (81.5)                      | 31.8 (89.2)                      | 31.7 (89.1)                      | 30.3 (86.5)                      | 26.7 (80.1)                      | 21.7 (71.1)                      | 14.4 (57.9)                      | 7.9 (46.2)                       | 20.3 (68.6)                      |
| 日均气温 °C（°F）                                      | 0.5 (32.9)                       | 3.5 (38.3)                       | 8.8 (47.8)                       | 16.0 (60.8)                      | 21.5 (70.7)                      | 26.0 (78.8)                      | 27.1 (80.8)                      | 25.8 (78.4)                      | 21.2 (70.2)                      | 15.5 (59.9)                      | 8.4 (47.1)                       | 2.5 (36.5)                       | 14.7 (58.5)                      |
| 平均低温 °C（°F）                                      | −3.7 (25.3)                      | −1.0 (30.2)                      | 3.7 (38.7)                       | 10.1 (50.2)                      | 15.6 (60.1)                      | 20.4 (68.7)                      | 23.1 (73.6)                      | 22.0 (71.6)                      | 16.7 (62.1)                      | 10.6 (51.1)                      | 3.6 (38.5)                       | −1.8 (28.8)                      | 9.9 (49.9)                       |
| 历史最低温 °C（°F）                                    | −17.9 (−0.2)                     | −17.9 (−0.2)                     | −7.5 (18.5)                      | −1.4 (29.5)                      | 3.1 (37.6)                       | 10.3 (50.5)                      | 15.1 (59.2)                      | 13.2 (55.8)                      | 5.0 (41.0)                       | −1.5 (29.3)                      | −13.1 (8.4)                      | −17.9 (−0.2)                     | −17.9 (−0.2)                     |
| 平均降水量 mm（）                                      | 9.6 (0.38)                       | 12.5 (0.49)                      | 26.7 (1.05)                      | 30.1 (1.19)                      | 63.1 (2.48)                      | 67.8 (2.67)                      | 146.2 (5.76)                     | 138.9 (5.47)                     | 74.6 (2.94)                      | 39.4 (1.55)                      | 22.6 (0.89)                      | 9.4 (0.37)                       | 640.9 (25.24)                    |
| 平均降水天数（≥ 0.1 mm）                               | 3.3                              | 4.3                              | 6.2                              | 6.6                              | 6.8                              | 7.7                              | 11.6                             | 9.9                              | 8.2                              | 6.8                              | 5.0                              | 3.5                              | 79.9                             |
| 平均相對濕度（％）                                     | 59                               | 60                               | 59                               | 59                               | 61                               | 62                               | 77                               | 79                               | 75                               | 68                               | 64                               | 59                               | 65                               |
| 月均日照時數                                           | 144.3                            | 139.0                            | 164.8                            | 202.8                            | 234.0                            | 229.5                            | 199.9                            | 199.6                            | 179.2                            | 182.4                            | 158.3                            | 148.1                            | 2,181.9                          |
| 可照百分比                                             | 46                               | 45                               | 45                               | 52                               | 54                               | 53                               | 45                               | 48                               | 48                               | 52                               | 51                               | 49                               | 49                               |
| 来源1：中国气象局（1971–2000年间的降水天数和日照数据） |                                  |                                  |                                  |                                  |                                  |                                  |                                  |                                  |                                  |                                  |                                  |                                  |                                  |
| 来源2：中国天气网                                      |                                  |                                  |                                  |                                  |                                  |                                  |                                  |                                  |                                  |                                  |                                  |                                  |                                  |

## 政治

### 现任领导
| 机构     | · 中国共产党 · 郑州市委员会 | 郑州市人民代表大会 常务委员会 | 郑州市人民政府     | · 中国人民政治协商会议 · 郑州市委员会 | 郑州市监察委员会  |
| 职务     | 书记                        | 主任                          | 市长               | 主席                                  | 主任              |
| -------- | --------------------------- | ----------------------------- | ------------------ | ------------------------------------- | ----------------- |
| 姓名     | 安伟                        | 周富强                        | 庄建球             | 杜新军                                | 路云（女）        |
| 民族     | 汉族                        | 汉族                          | 汉族               | 汉族                                  | 汉族              |
| 籍贯     | 河南省镇平县                | 河南省鲁山县                  | 湖南省南縣         | 河南省长垣市                          | 河南省南阳市      |
| 出生日期 | 1966年5月（59歲）           | 1964年6月（61歲）             | 1971年11月（53歲） | 1964年10月（60歲）                    | 1968年8月（56歲） |
| 就任日期 | 2022年1月                   | 2022年4月                     | 2025年2月          | 2022年4月                             | 2021年10月        |

### 行政区划
秦代，郑州境内始置荥阳县、巩县和京县，属于三川郡；新郑、苑陵、阳城属颖川郡。西汉改三川郡为河南郡，又置密县、成皋等县，并将新郑、苑陵二县划入河南郡。东汉元鼎五年（前112年），故市、中牟两个侯国合并为中牟县。隋开皇元年（581年），改荥州为郑州，治虎牢。开皇十六年（596年）从郑州分出管州。大业二年（606年），废管州，郑州州治从虎牢移至管城。唐初武德四年（621年），从郑州分出管城。贞观七年（633年）郑州从武牢移治管城县。天宝元年（742年）改郑州为荥阳郡，仍治管城县。宋代建郑州为西辅，属京西北路。明朝，郑州划归开封府。清代，郑州初为郑县后被提升为直隶州，管辖4县。中华民国成立后，降郑州为郑县。
1948年10月22日郑县被中国共产党接管后，设郑州市。1954年郑州成为河南省省会。目前郑州下辖6个市辖区、1个县，代管5个县级市，以及郑东新区、郑州国家高新技术产业开发区和郑州经济技术开发区等功能区。其中郑东新区是国际化设计、高标准建设的新区，含CBD区、龙湖商住区、龙子湖高教园区、郑汴路物流园区等，是郑州乃至河南省的商务核心区域。郑州经济技术开发区内的郑州出口加工区是具备保税物流功能的综合保税区。

## 社会

### 人口
1949年到1959年，郑州人口持续增长形成了近代郑州人口的第一次生育高峰。1961年由于自然灾害和当时中共中央政策影响，造成了人口非正常死亡，郑州出现了中华人民共和国建国后的人口负增长。从总体来看，郑州人口还是一种增长的态势，由1950年的219.23万人增加到2004年的708.22万人，增加了486.99万人，增长率为223％。以2020年11月1日零时为标准时点进行的人口普查结果显示，全市常住人口为12,600,574人，同2010年的人口普查相比，十年共增加3,974,069人，增长46.07%，男女性别比由105.17：100略升为105.44：100 。全市常住人口中，文盲人口为110,369人，同第六次全国人口普查相比减少74,903人，文盲率由2.15%下降为0.88%，下降1.27%。近年来，郑州市的人口结构呈“中间大、两头小”的梭形特点。少年人口占总人口的比重逐年下降，同时人口老龄化加重，性别比例失衡，男多女少现象突出。截止2020年11月，郑州市常住人口为1274.20万人。
2022年末，全市常住人口1282.8万人，常住人口城镇化率为79.4%，比上年末提高0.3个百分点。全年人口出生率为7.68‰,人口死亡率为4.79‰,自然增长率为2.89‰。
姓氏方面，据2006年中国公安部门对郑州市市区的公民身份信息数据进行统计研究表明，本市户籍人口中最大的姓氏为王姓，共有235,036人，郑州市新排名前10位的姓氏依次为王姓、李姓、张姓、刘姓、赵姓、陈姓、杨姓、郭姓、孙姓、马姓。
福利政策方面，2008年8与1日，郑州市启动了具有政府福利性质的“全民养老”政策，这一政策号称是一种改变传统“儿女养老”和“土地养老”模式的政策，但是一些市民并不看好这一政策，他们认为参保后领取的养老金过低，还有人担心郑州市的财政状况是否有能力长期推行这一政策，毕竟当地政府的财政状况并非像江苏苏南、浙江一些发达城市一样有巨大的高收入群体纳税以充实地方财政盈余，当地政府在财力紧张的情况下，可能会逐年提高缴费比例。
工资方面，根据2007年中国社科院公布的城市白领工资标准，月薪2880元在郑州就属于白领阶级，同年，郑州的最低月工资标准为650元。2008年前三季度，郑州在岗职工平均工资为18,411元，低于全国平均水平。从2011年10月1日起，郑州市的月工资标准上调为1080元。2015年的最低工资上调至1600元。

### 民族

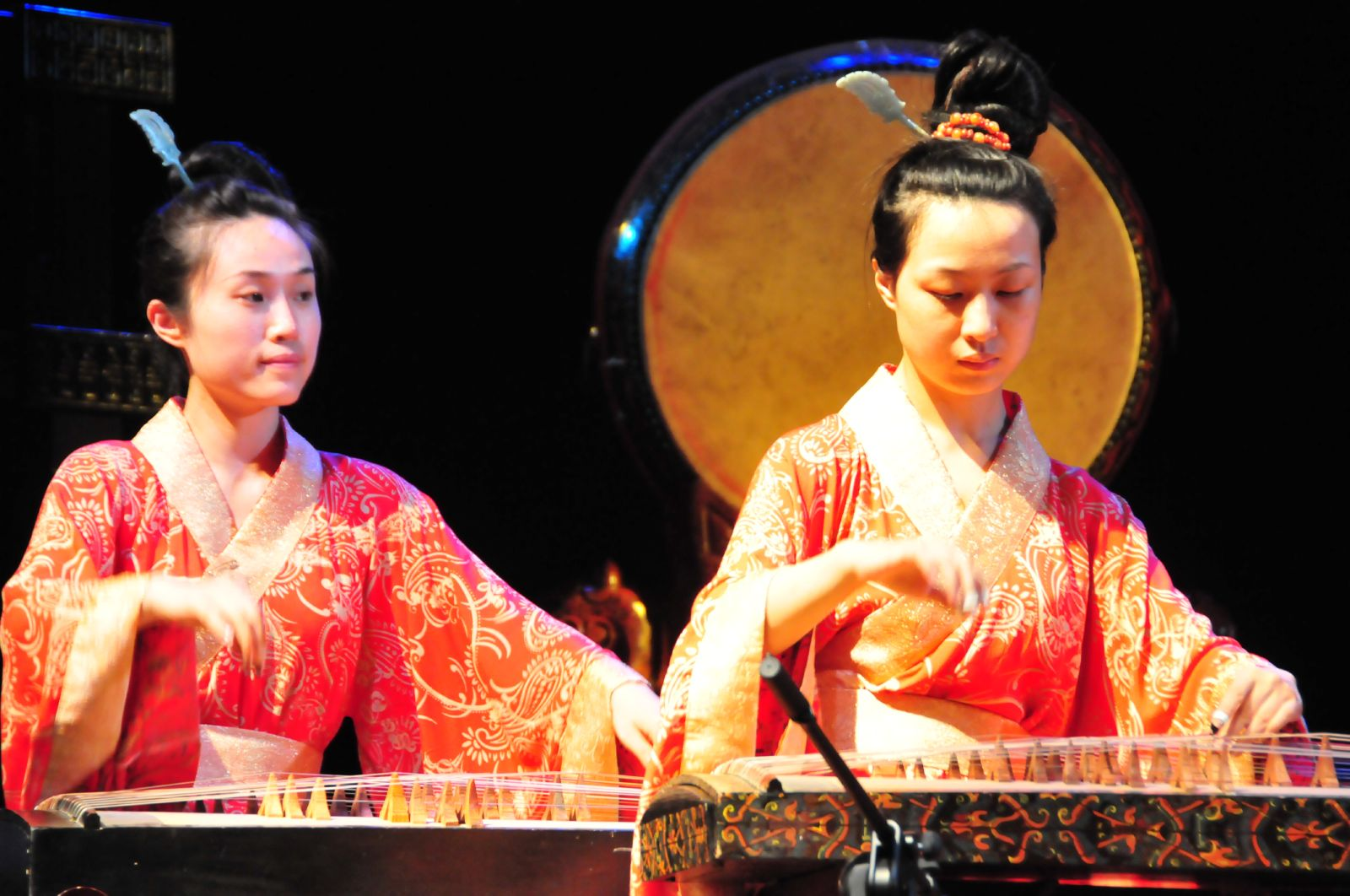
在河南博物院表演的两位女子

郑州居民以汉族为主，截止2015年，少数民族人口占郑州市常住人口的1.7%。少数民族以回族为主，郑州的回族人口达13.4万之多，主要集中于管城回族区和荥阳市金寨回族乡。另外还有满族、蒙古族、壮族、土家族等53个少数民族。
古代的中原地区是中华民族先民汇聚的中心，夏、商、周三族在黄河流域相继崛起，统称华夏族。从春秋到战国时期，华夏族与江汉流域称为荆蛮的南蛮，关中附近称为秦的犬戎，北方的诸狄，泰山东南的东夷相互征伐，逐渐融合，为汉族的形成奠定了基础。汉族形成以后，不断受到北方游牧民族的侵扰，西晋末年中原地区战乱，中原汉人第一次大规模南迁，史称衣冠南渡，为南方带去了中原文明。部分北方民族在中原地区建立政权，但大多都被汉族同化，或者主动融入汉族，如北魏孝文帝规定以汉服代替鲜卑服，以汉语代替鲜卑语，改鲜卑姓为汉姓。
郑州回族主要分布在管城回族区和荥阳市金寨回族乡，他们的来源可追溯至唐代，当时的一些来自阿拉伯世界的使节和商人在郑州暂住或留居，是郑州回族最早的来源之一。宋代建都汴梁（今开封）。由于对外商采取奖励政策，所以穆斯林来华经商者比唐代更多，纷纷云集京城，除首都外，尚有许多穆斯林散居在京都诸郡。地处京地附近的郑州，无疑亦是他们汇集和散居地之一。他们和唐时留居的回人共同构成郑州回族早期来源，但人数并不是太多。郑州回族的形成主要是在元代。由于成吉思汗的西征，一些波斯人和阿拉伯人，中亚人被迫东迁，这些东来的穆斯林，被编入蒙古军队的“探马赤军”，在交通便利、土地肥沃的黄河两岸驻防屯田，逐渐发展成为回民聚居的村落和街道。近代以来郑州也曾出现民族和宗教摩擦事件。1935年，郑州《华北日报》刊载侮辱回教的言论，激起周边回族的公愤，迫使郑州当局出面调停，责令该报停刊道歉。2004年10月27日中牟县狼城岗镇爆发回汉冲突，据当时官方新华社报道，事件是因村民驾车相遇互不相让引起，据官方公布数字，该冲突造成至少7人死亡和42人受伤。

### 方言
郑州方言即郑州话，属于官话方言的中原官话，河南省会从开封迁至郑州后，随着大批开封人的到来，开封话对郑州话有一定程度的影响，再加上国家大力推广以北京话为蓝本的普通话，而开封话和北京话原本就有一定程度的近似，同属于北方话次方言。同时，随着经济的深入发展，便利的交通使本省乃至全国各地居民涌入郑州，语言混杂，相互影响，所以，以开封话为基础演变而来的郑州话，在其发展过程中又受到普通话的影响，最终形成了具有河南特色但又接近普通话风格的郑州方言。郑州话由于没有大量的特殊字词发音，因此与外省人沟通方便，利于交流。郑州话有阴平、阳平、上声、去声四个声调，没有入声。郑州话的内部结构基本一致，但是也有细微的差别，市区内汉族人和回族人说话有差别，如郑州汉人说的“猪”，回民称为“黑儿牲”；新派和老派说话有差别，如“国（Guo）家”一词，新派的发音接近于普通话，但老派则读为“国（Guɛ）家”；市区和郊区说话有差别，如“马铃薯”在市区被称为“土豆”，郊区则称“山药蛋”。“中”和“不中”是地道的郑州话，相当于四川话中的“要得”和“没得”，普通话中的“行”和“不行”。

### 教育

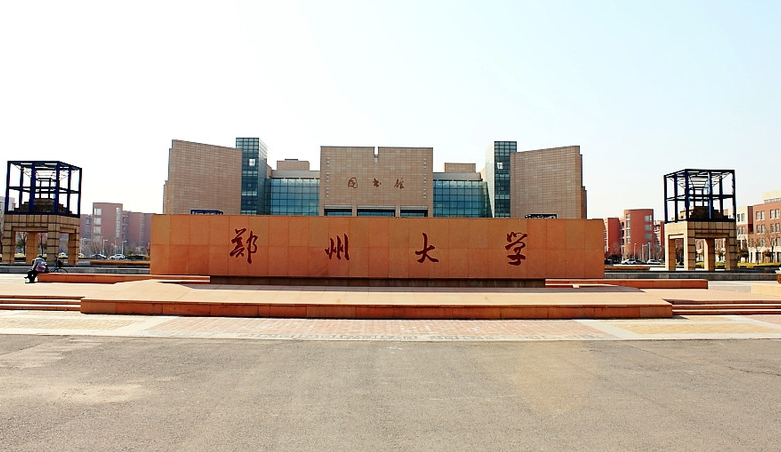
郑州大学校门与图书馆

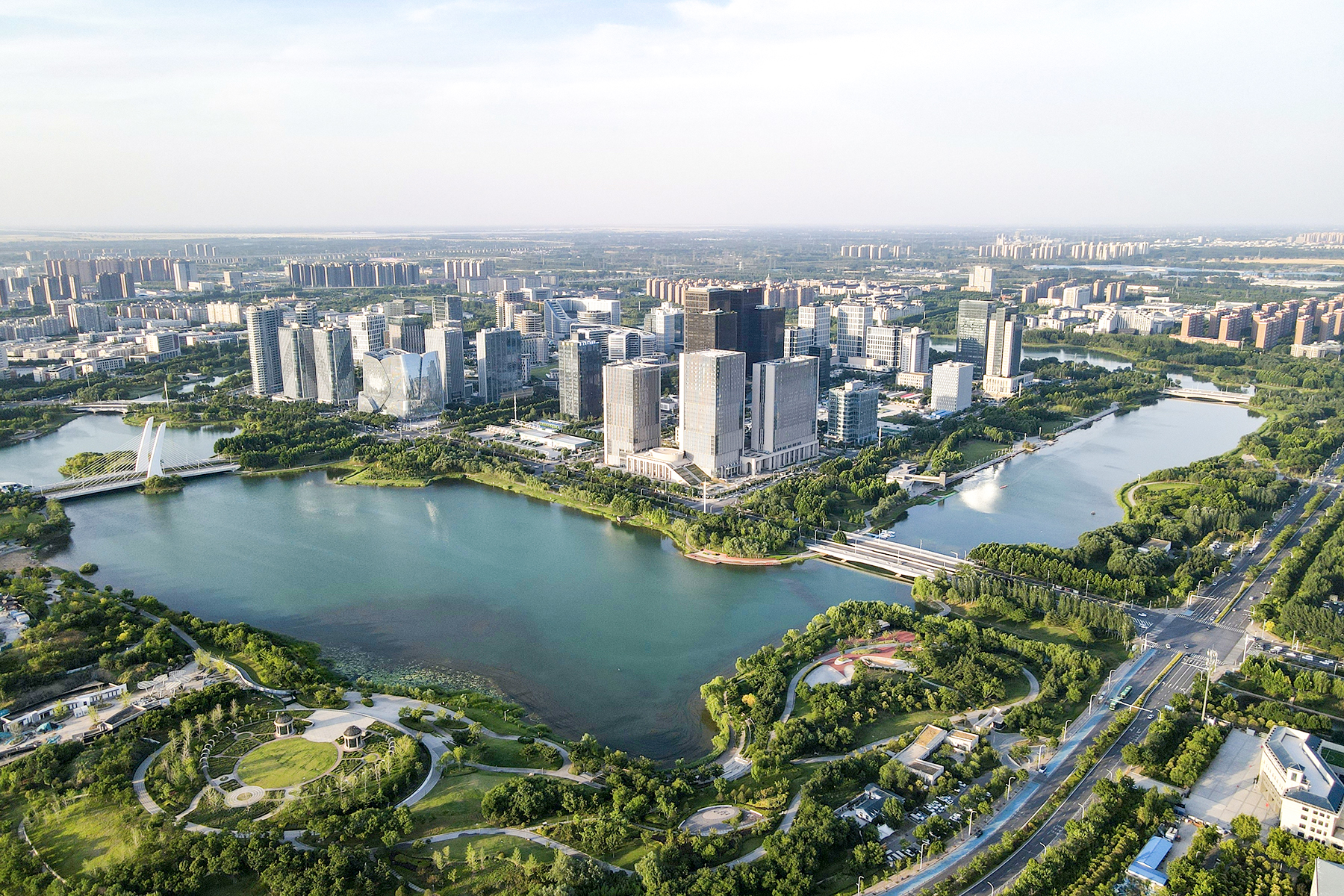
龙子湖高校园区

明崇祯十年（1637年）郑州知州鲁世任在今管城区南大街路东一带创办天中书院，它在郑州以及周边的邻县颇具盛名，是青年士人向往的高等学府。清代，乾隆十九年（1754年），安尔恭出任郑州知州后，在东大街文庙西一带创建东里书院。东里书院的《训士子文》曰：“要立身嵩岳峰巅，不止梅山比峻，沾笔黄河波里，宁徒京水资濡”，书院学风可见一斑，是汲取丰厚文化和充实民族精神的胜地，但该书院地势不佳，常遭受积水侵袭，光绪八年（1882年）当时的郑州知州王德成因此把东里书院移建到明朝天中书院的旧址之上，以振兴郑州学风，重展教化之道。
清朝末期，中国传统教育仍然是郑州人民接受教育的唯一途径和方式，主要办学形式有儒学、社学、书院、私塾四类。在新式教育施行前，儒学、书院已经日益没落，至1903年郑州只剩东里书院1所，已沦为一种进修性质的学校。1904年根据河南省兴学诏令，郑州知州饶拜飏在东里书院创办郑州官立高等小学堂，这是郑州第一所新式小学堂，同年又将州东的圃田集、州南的柴郭庄，州北的京水镇3处官捐义学改为官立初等小学堂，郑州教育改革由此开启。随着1905年清廷科举制度的废除、郑州劝学成立，郑州教育改革步伐加快。1906年郑州知州叶济因为州制改升始设郑州官立中学堂，这是郑州第一所新式中学堂。同年郑州还在官立中学堂内附设郑州师范传习所、并创办了郑州京汉铁路实业学校。到1911年清朝灭亡，郑州新式教育已经初具规模。
近代，郑州教育得到了长足发展。郑州目前有本、专科院校近48所，有在校生约61万人，涵盖普通高等教育和职业教育。截止2018年末，郑州全市有郑州大学（211工程重点建设大学）、河南大学（郑州龙子湖校区，在建）两所中国“双一流”世界一流大学与世界一流学科建设重点高校。其他还有河南农业大学、河南工业大学、中国人民解放军网络空间部队信息工程大学、河南财经政法大学等主要高校。位于郑东新区的龙子湖高校园区成立于2002年底，占地面积约22平方公里，入驻有华北水利水电大学、河南农业大学、河南财经政法大学、河南中医药大学等计11所高校共10多万名师生。
郑州的中学教育也很发达，共计有上百所中学。其中郑州一中、河南省实验中学和郑州外国语学校是全郑州市最优秀的三所中学。

### 体育

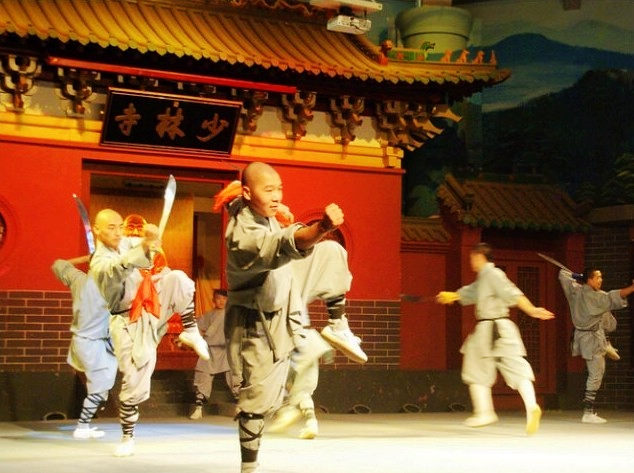
少林武术表演

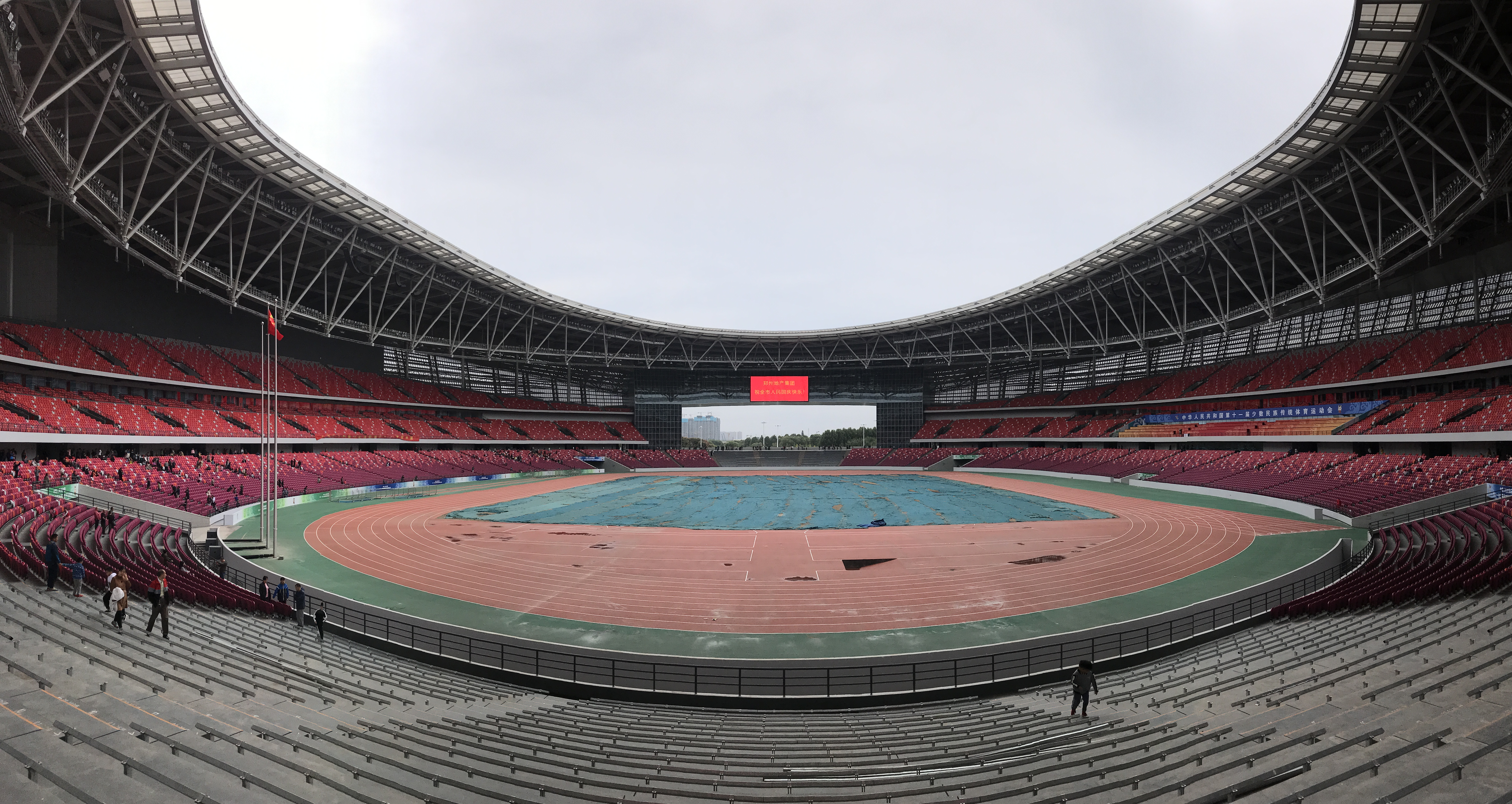
郑州奥林匹克体育中心

少林武术发源地嵩山一带有大大小小的武术学校达75家之多，常年在此习武的学生始终保持在6万之众。20世纪初，郑州地区的学堂始设体操。民国初期，学校体育兴起，三四十年代有了正式的体育运动。抗日战争胜利后，学校体育由军训替代。改革开放以来，郑州运动员参加国内外大赛取得了不菲的成绩，培养输送出诸如邓亚萍、孙甜甜、巫兰英、牛安林、赵阳阳、李雪英、宁泽涛等各类体育人才。
为了给体育发展提供硬件支撑，郑州自2000年以来，先后兴建了航海体育场、河南省体育中心、郑州奥林匹克体育中心和中原网球中心等体育场馆，航海体育场观众看台上方采用全覆盖双飞尖顶膜结构，场内铺设的是全天候型塑胶面跑道，这两项在全国大型竞赛赛场堪属一流。河南省体育中心有可容纳近5万人的体育场、田径场、足球场、棒球球场和综合训练馆及配套设施。郑州奥林匹克体育中心于2019年建成投用，设一场两馆，包括6万座体育场、1.6万座体育馆、3000座游泳馆以及商业设施。中原网球中心为WTA顶级赛郑州网球公开赛的永久举办地，共分两期建成，其中二期工程包含一个5000座主场馆、一个2000座副场馆、一个1600座的预赛场和4片练习场及相关配套设施，占地面积10万平米，于2020年竣工投用。自1985年以来，郑州市先后举办了全国第一届青少年运动会、第九届全国中学生运动会、第一至七届中国郑州国际少林武术节和首届世界传统武术节、第十一届全国民族运动会、国际乒联世界巡回赛总决赛等体育赛事。
由河南建业房地产开发有限公司于1994年8月27日成立的河南建业足球俱乐部（前身是河南省足球队）是中国较早成立的职业足球俱乐部之一，也是中国第二支完全拥有自己主场的足球俱乐部，目前参加中国足球超级联赛的比赛。

### 传媒
1915年，马超然兄弟在郑州大同路东头路南开办了文亦可印刷所，是为郑州最早的印刷所，在此以前，印刷信纸、信封、书籍和名片都是刻木版印刷。文亦可印刷所购置的石印机印出的表册和书刊非常清晰，从而改变了郑州近两千年的木版印刷的历史。辛亥革命后，因郑州没有一家报纸，马超然便动员郑县县志编辑局的总纂刘瑞璘办报。1916年9月15日，郑州历史上第一份报纸《郑州日报》诞生。目前，除了《郑州日报》外，郑州较有影响力的报纸还有《郑州晚报》、《大河报》、《东方今报》、《河南商报》等，其中《大河报》是河南省发行量最大的报纸。
河南电视台成立于1969年9月15日，下属的河南卫视覆盖世界52个国家和地区；二频道至九频道8个频道覆盖全省主要省辖城市；功夫卫视是河南电视台与澳门澳亚卫视等机构合作推出的武术类频道，面向港澳以及东南亚播出，并逐步向亚太及欧美等地推广。郑州电视台是郑州市第二大电视传播媒体，成立于1985年9月10日，下属6个频道，总覆盖人口约2600万。

## 交通

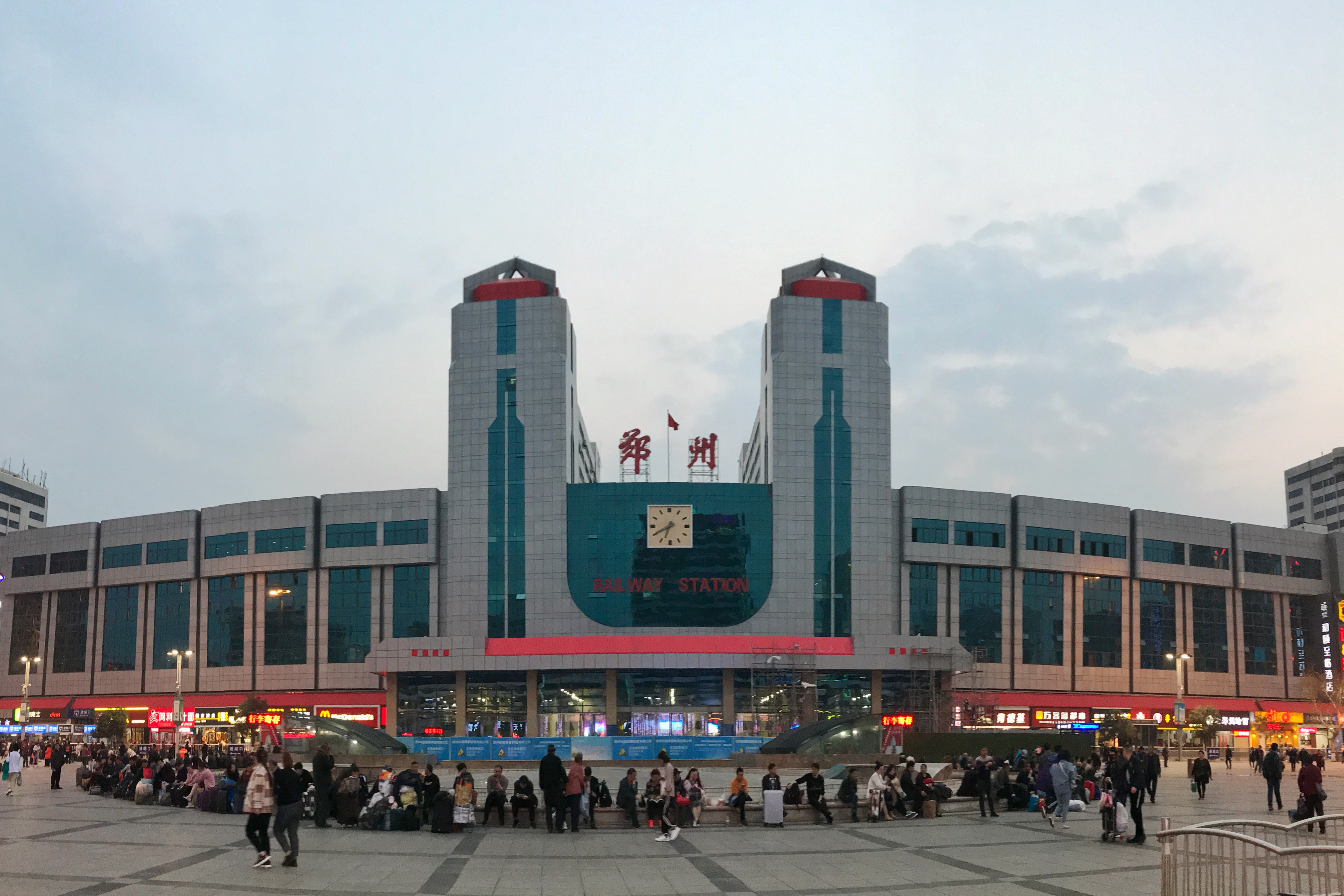
郑州站东广场

郑州交通、通讯发达，处于中国交通大十字架的中心位置，是中国重要的交通枢纽。郑州铁路运输尤为发达，为中国铁路干线陇海铁路和京广铁路的交汇处，同时亦为京广高速铁路、徐兰客运专线、郑渝高速铁路、郑阜高速铁路等多条高速铁路的交汇处，拥有郑州站、郑州东站、郑州航空港站、郑州北站和圃田西站五个特等站。其中郑州北站为亚洲最大的列车编组站，圃田西站为中国最大的零担货物转运站。郑州因此也被称为“火车拉来的城市”。公路方面，京港澳、连霍、郑少、郑尧、郑云、郑民等高速公路及107国道、220国道、310国道等国道干线穿境而过，连通周边各主要城市。郑州新郑国际机场与国内外百余个城市通航，客货运吞吐量均居中部六省首位。郑州拥有一类航空、铁路口岸和公路二类口岸各1个，货物可在郑州联检封关直通国外。郑州的邮政电信业务量亦位居中国前列，是华中地区一个铁路、公路、航空、邮电通信兼具的交通通讯枢纽。郑州优越的中心地理位置及铁路优势，使得从郑州到达国内各地都非常方便快捷。
市内公共交通方面，郑州市是中国首批“公交都市”和“城市出租汽车服务管理信息系统试点工程”建设试点城市。郑州地铁截至2020年底已开通运营7条线路，运营总里程达206.5公里。郑州公交截至2018年底拥有各种运营车辆6373台，运营线路333条，在中心城区实现了公共交通站点500米全覆盖。
另一方面，截至2018年底，郑州市机动车保有量为347.8万辆，居全国第六位，这也导致了郑州市内的交通拥堵和停车难等问题。据滴滴快的2015年的大数据显示，郑州曾位列全国最堵城市第三名，仅次于北京和上海。但据2019年高德地图联合国内6所研究机构发布的《2019年Q2中国主要城市交通分析报告》显示，在全国50座主要城市当季的拥堵排名中，郑州居第26位，显示近年来郑州的交通拥堵情况有所缓解。

### 铁路

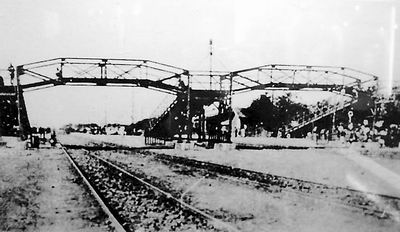
1911年郑州站的铁质天桥

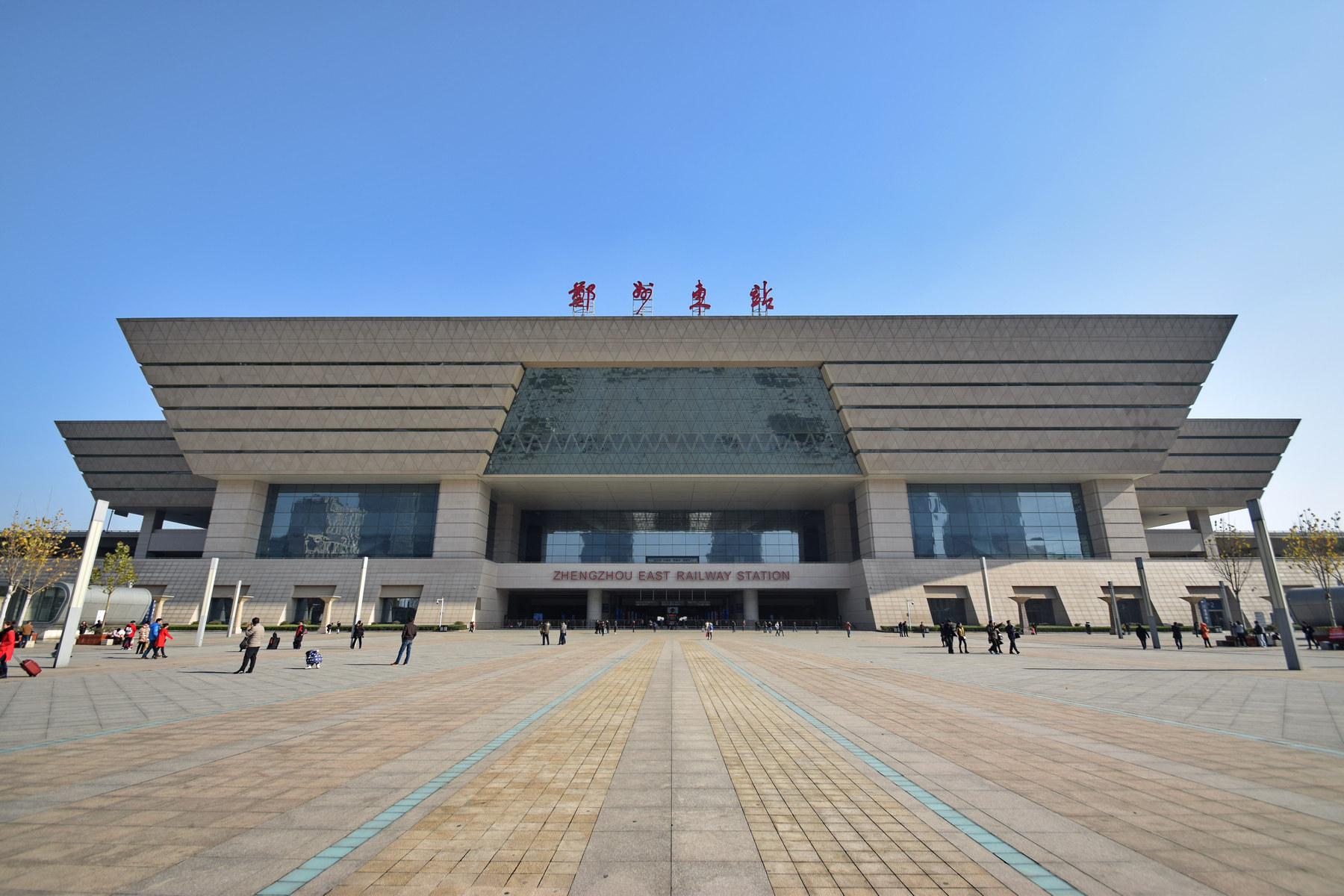
郑州东站

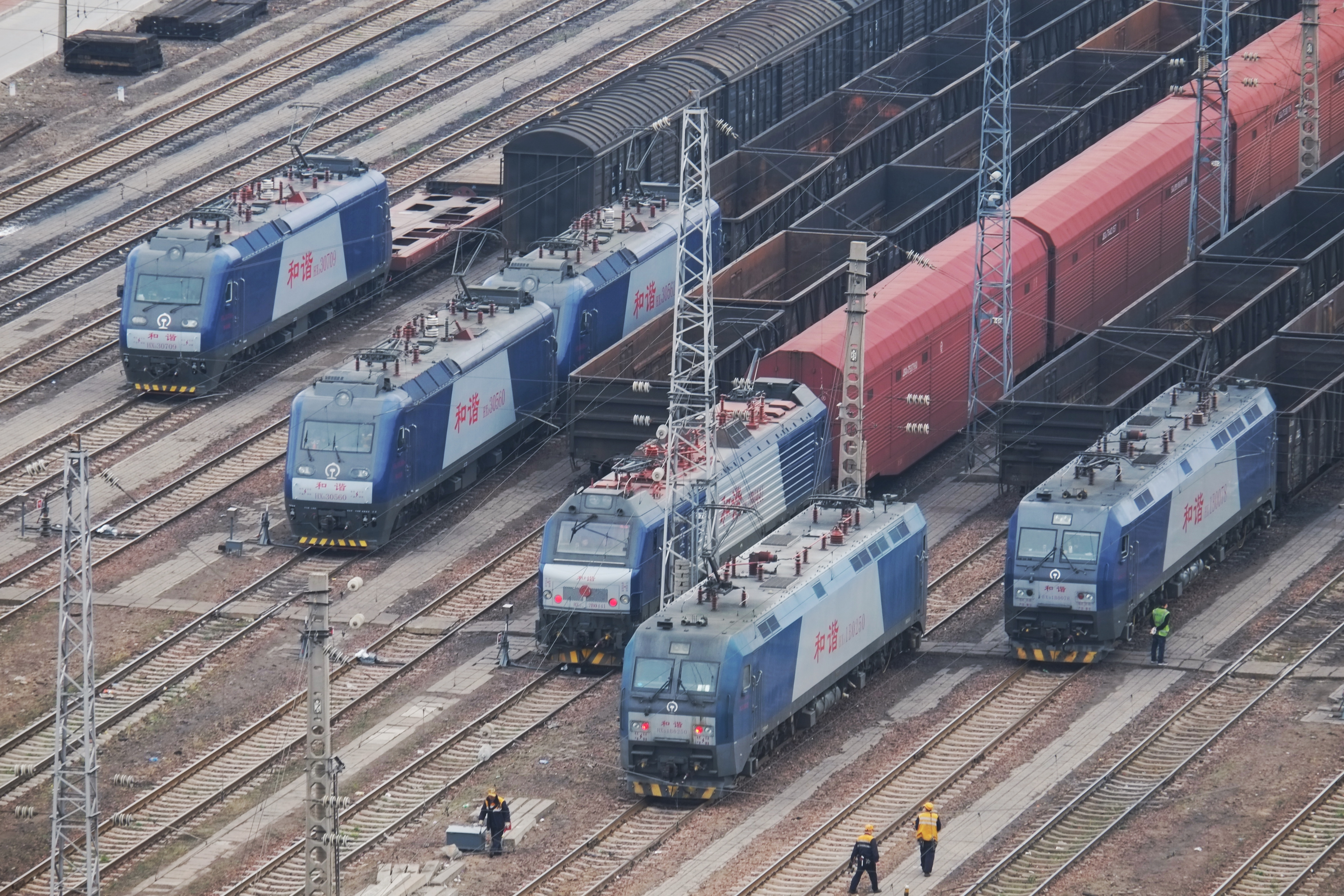
货物列车于郑州北站

19世纪末，在两广总督张之洞的提议下，清廷决定修建芦汉铁路（京广铁路）。由于郑州段的黄河上最适宜修建铁路大桥，芦汉铁路便取道郑州并在郑州设立火车站。芦汉铁路修建不久，另一条东西走向的汴洛铁路（陇海铁路）以郑州站为中心向东部的开封和西部的洛阳修建，并于1909年12月建成。至此，中国铁路史上第一个黄金十字架在郑州形成，郑州成为中国铁路第一大枢纽。
中华人民共和国成立初期，历经战乱的郑州一片萧条，1952年10月31日，时任中共中央主席毛泽东视察郑州，表示要把郑州火车站建成远东地区最大、最完善的客运大站，以符合郑州在中国铁路的地位。1956年，中央拨款113万元对郑州火车站进行改造。经过多次改扩建，郑州站目前为中国铁路最重要的枢纽车站之一，是中国铁路特等站。1989年，郑州北站成为中国首个综合自动化铁路编组站，同时也是亚洲最大的铁路编组站。鄭州鐵路局最盛时期的管理范围曾包括河南全省以及周边的山西省南部、陕西和湖北的部分铁路。目前主要管辖区域为河南省中北部以及山西省南部地区。
根据中国的国家规划，郑州为未来重点建设的综合铁路枢纽。位于郑东新区的郑州东站是郑州市目前的主要高速铁路客运站，亦是中国规模最大的火车站之一，京广高速铁路、徐兰客运专线、郑渝高速铁路、郑开城际铁路与郑机城际铁路在此交汇。除郑州东站外，在郑州东南部的郑州航空港经济综合实验区，另一座高速铁路枢纽站郑州航空港站在 2022 年建成投入使用。郑州航空港站规模与郑州东站相仿，建成后将成为郑渝高速铁路、郑阜高速铁路及中原城市群城際軌道交通的枢纽站。此外，郑太高速铁路已完成建设，在 2022 年济郑高速铁路完工之后，郑州已形成中国大陆第一个“米字型”高铁枢纽，成为中国少有的线路最高时速达350公里的高铁干线枢纽之一（国家高铁网有一部分是时速250公里的线路），将使郑州的铁路枢纽地位得到进一步加强。

#### 城际铁路
中原城市群城际轨道交通规划期限为2009年到2020年，该规划包括7条城际轨道，合计里程约496公里，包括郑州至开封、洛阳、新乡、许昌、焦作等省内临近城市的城铁线路。根据河南省与原铁道部的合作计划，2009年12月，郑机、郑开、郑焦三条城际铁路开工建设，并先后于2014-2015年开通运营。截至2020年2月，该规划中的线路除新郑机场-许昌的城际铁路因规划变更而改以市域铁路的形式动工兴建外，其余线路均尚未动工，其中郑登洛城际铁路已完成选址，有望于近期内动工。

### 民航

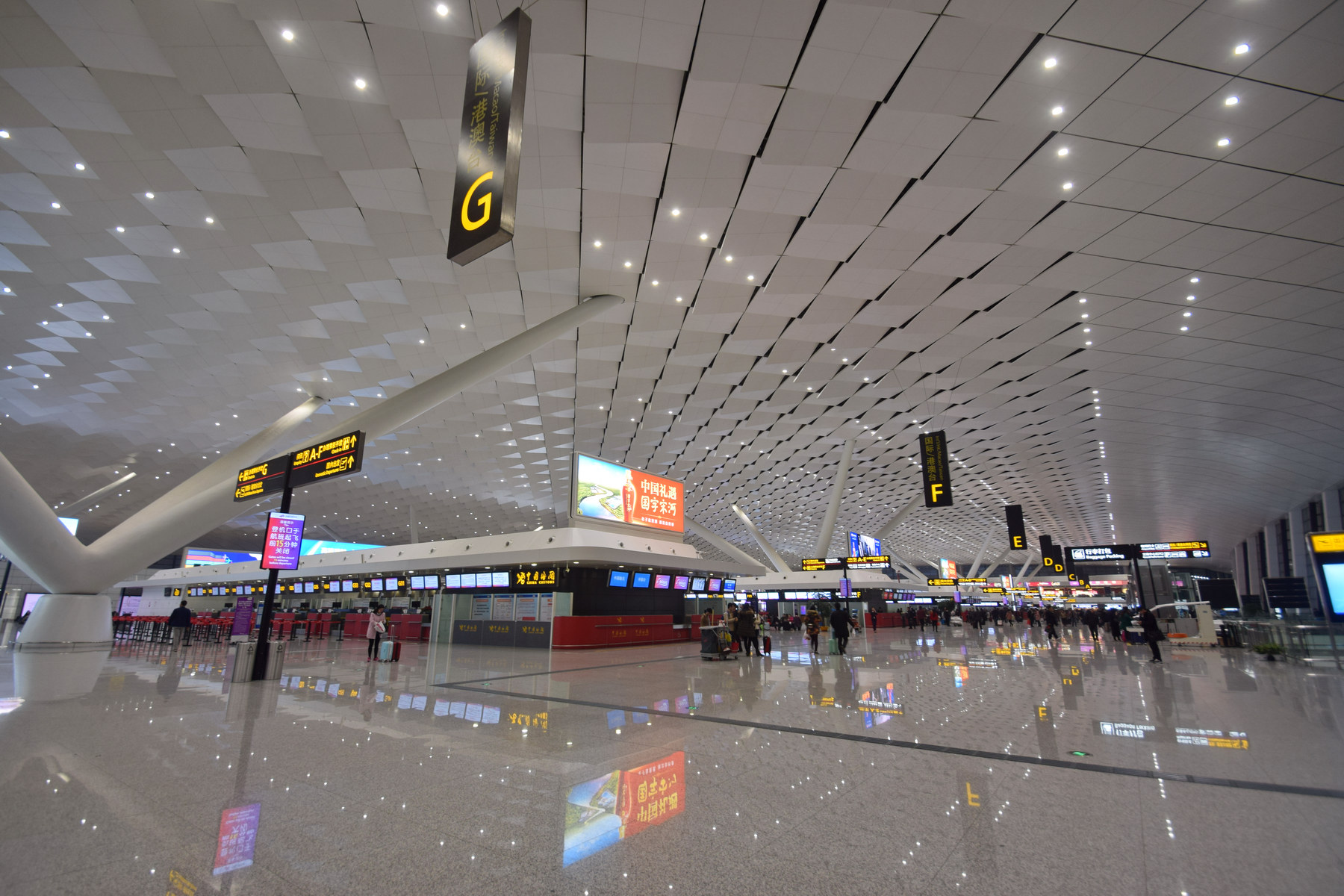
郑州新郑国际机场2号航站楼内部

郑州新郑国际机场（简称新郑机场）位于郑州市区东南部，距市区约25公里，是郑州市的主要民航机场。新郑机场拥有两条跑道，飞行区等级为4F级，T1和T2两座航站楼总面积达62万平方米，是中国重要的干线机场、国家一类航空口岸、以及中国民航局确定的中国八大区域性枢纽机场之一。中国南方航空、西部航空、卢森堡货运航空、深圳航空、祥鹏航空、东海航空、中原龙浩航空等多家客货运航空公司在郑州设有基地。根据2018年统计数据，新郑机场旅客吞吐量2733.47万人次，货邮吞吐量51.49万吨，为中部六省旅客吞吐量和货邮吞吐量最大的机场。截至2018年底，新郑机场开辟有客运航线208条，国内外通航城市达112个。国际及港澳台航线上，有前往香港、澳门、台北、高雄、首尔、新加坡、曼谷、东京、大阪、悉尼、伦敦、巴厘岛等地的定期直航航班，以及部分包机航线。
货运方面，2007年河南商人庞玉良收购德国帕希姆国际机场，并促成新郑国际机场与德国帕希姆国际机场的商务关系，开启郑州至德国直达航线并将郑州航空港保税区建设成中国最大的航空港保税冷冻、冷藏及保税加工的保温、保鲜基地。2010年以来，新郑机场开始引进国内外一些知名的货运航空公司，并开通多条全货机航线。2014年，河南民航发展投资有限公司收购卢森堡货运航空35%的股权，并开通郑州至卢森堡的货运航线。至2019年，该航线上的航班由每周2班加密至最高每周23班，通航点亦由郑州和卢森堡两个增加至芝加哥、米兰、亚特兰大、伦敦、吉隆坡、新加坡等14个城市，覆盖欧洲、北美洲和亚洲三大洲。在此带动下，从2010年至2017年，新郑机场货邮吞吐量的平均年增速高达34%，迅速成为中国第七大货运机场。至2018年底，新郑机场开辟有货运航线34条，货运通航城市达到40个。
除新郑机场外，位于上街区的郑州上街机场为郑州市的第二机场。上街机场为通用航空机场，设一条跑道，飞行区等级为4C级。2019年7月，上街机场正式获批河南省首张A1类通用航空机场使用许可证，成为最高级别的通用航空机场之一，可开展10座以上的航空器商业载客飞行活动。

### 公路

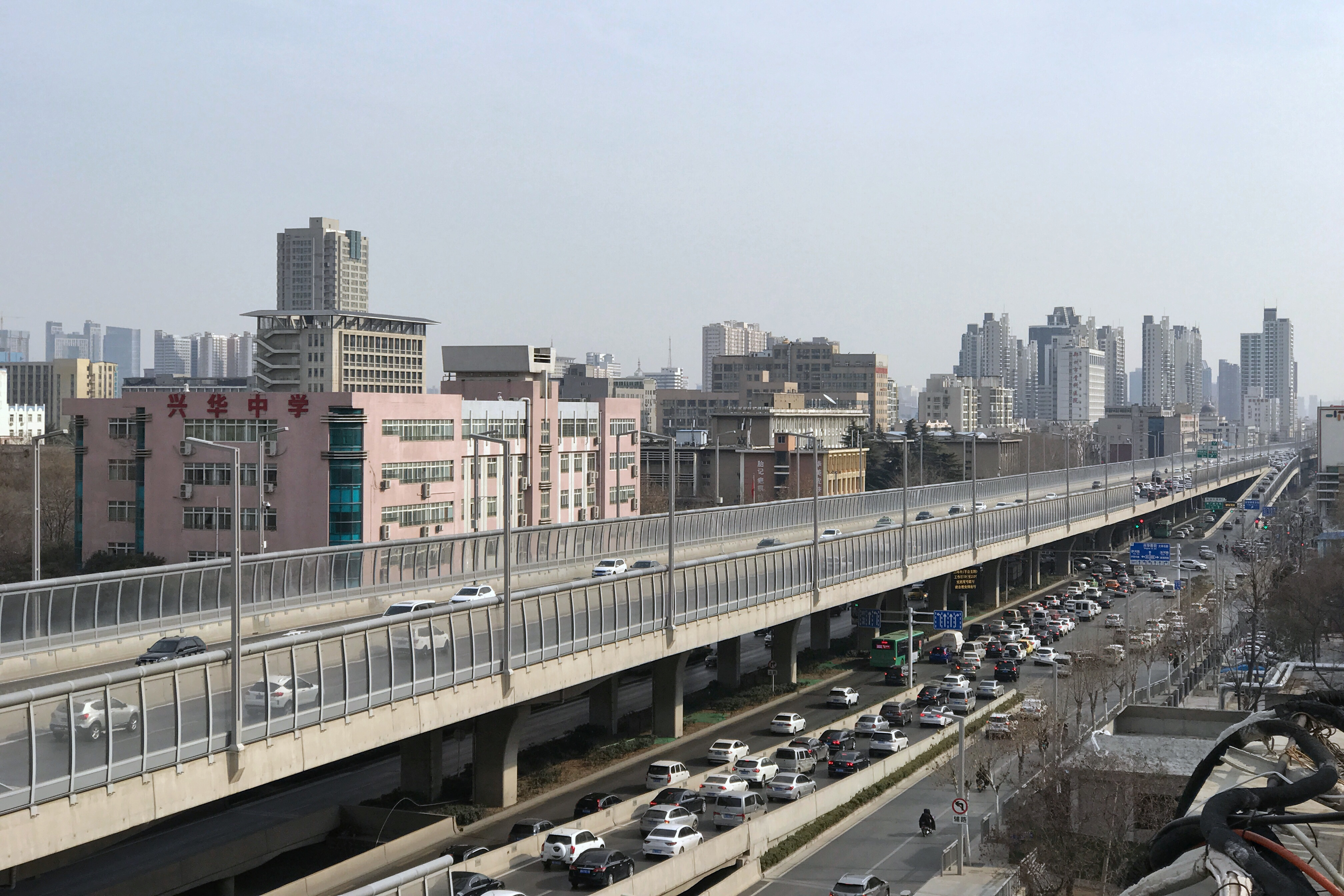
陇海快速路为贯通市区东西的快速干线

郑州市是国家公路网主要枢纽之一，以郑州为中心的中原城市群地区是中国高速公路网密度较大的区域之一。 京港澳高速和 连霍高速两条国家高速公路在郑州交汇， 107国道、 207国道、 234国道、 310国道和 343国道亦从郑州穿境而过。除此之外，以郑州市为起点，还有 郑州机场高速、 郑民高速、 郑少高速、 郑云高速、 郑栾高速等省级高速公路，以及通往开封、新乡等周边城市的快速通道。这些公路连接郑州和省内外重要城市，从郑州出发，通过高速公路，3小时内可以到达河南省内任何一个省辖市。截至2017年底，郑州市公路通车里程达11,692.3公里，其中高速公路616.9公里，一级公路433.5公里，二级公路1,803.7公里，三级公路1,186.5公里，路网密度达每百平方公里157公里。
2010年以后，郑州市内的快速路网开始迅速发展，京广快速路、中州大道、三环快速路、陇海快速路、农业快速路、四环快速路等城市快速道路先后通车，形成了“环形+井字”的快速路网体系。这些快速路多采用高架或隧道模式，全程无红绿灯，极大改善了郑州市的市内交通状况。

### 地铁

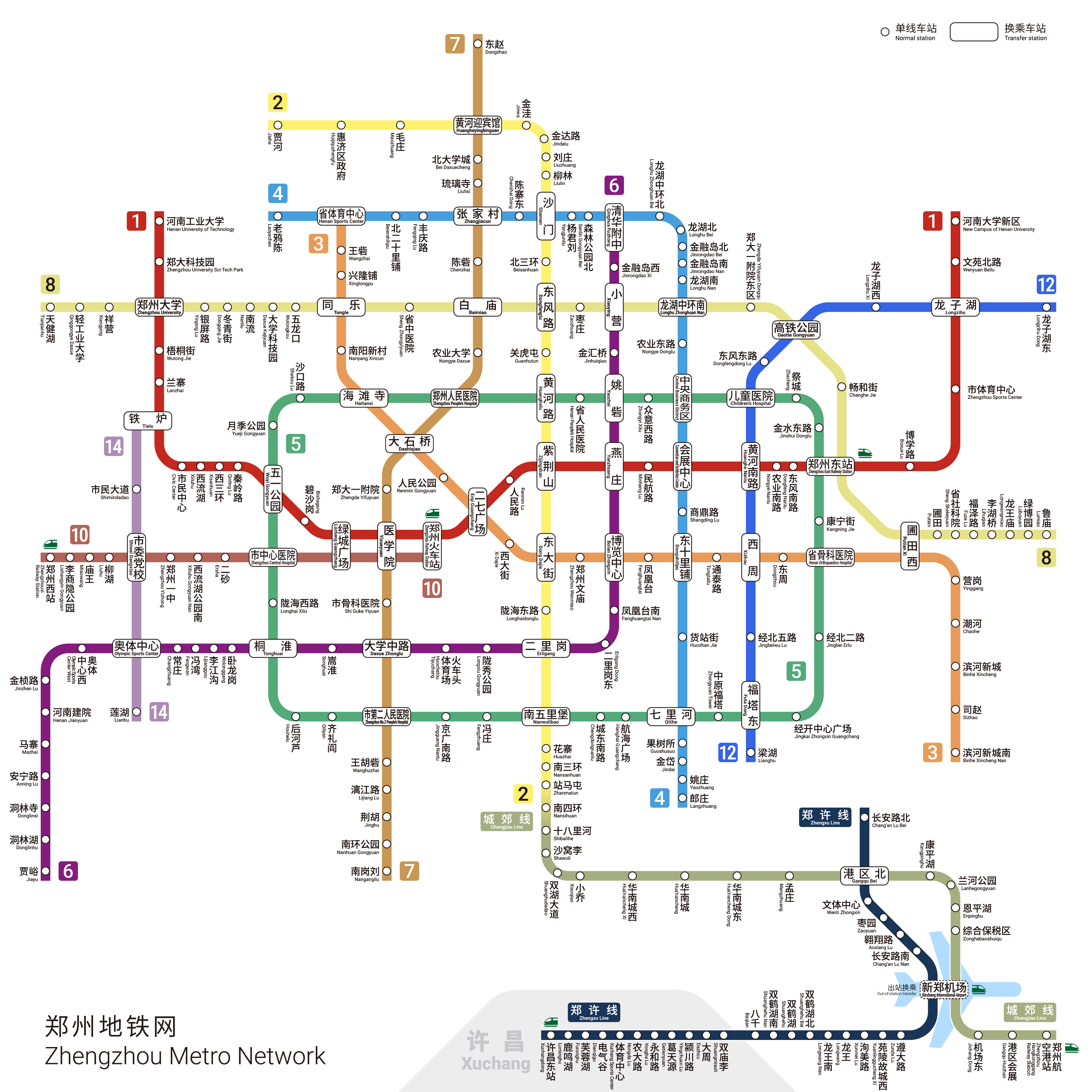
郑州地铁线路图

郑州地铁是郑州市的城市轨道交通系统，截至2024年12月，郑州地铁共开通1号线、2号线、3号线、4号线、5号线、6号线、7号线、8号线、城郊线、10号线、12号线、14号线和郑许线13条线路，运营里程约450公里。
2000年9月，郑州市开始编制城市轨道交通线网规划，2009年2月郑州地铁建设规划获国务院批准。2013年12月28日，郑州地铁1号线一期开通运营，郑州市成为中国大陆第17个以及河南省首个开通地铁的城市。2016年8月19日，郑州地铁2号线一期开通运营，与1号线在紫荆山站换乘，郑州地铁形成“十字形”线网。2017年1月12日，1号线二期工程及城郊线一期工程同时开通运营，使郑州地铁连通至郑州新郑国际机场。2019年5月20日，郑州地铁5号线全线正式开通运营，为郑州地铁系统的第一条环线。2020年12月26日，郑州地铁3号线一期与郑州地铁4号线一期正式开通载客，这标志着郑州地铁线网由“十字”加环状，正式迈入网络化运营时代。2022年6月20日，城郊线二期（新郑机场站至郑州航空港站）随着郑州航空港站投入运营而开通。2022年9月30日，6号线一期西段开通。2024年11月30日，郑州地铁6号线一期东北段开通。同年12月29日，郑州市轨道交通7号线一期与8号线一期开通。

根据中国国家发改委批复的郑州地铁第三期建设规划，郑州地铁的远期规划由21条线路组成，总长970.9公里，其中地铁线13条共505公里，市域快线8条共466公里。

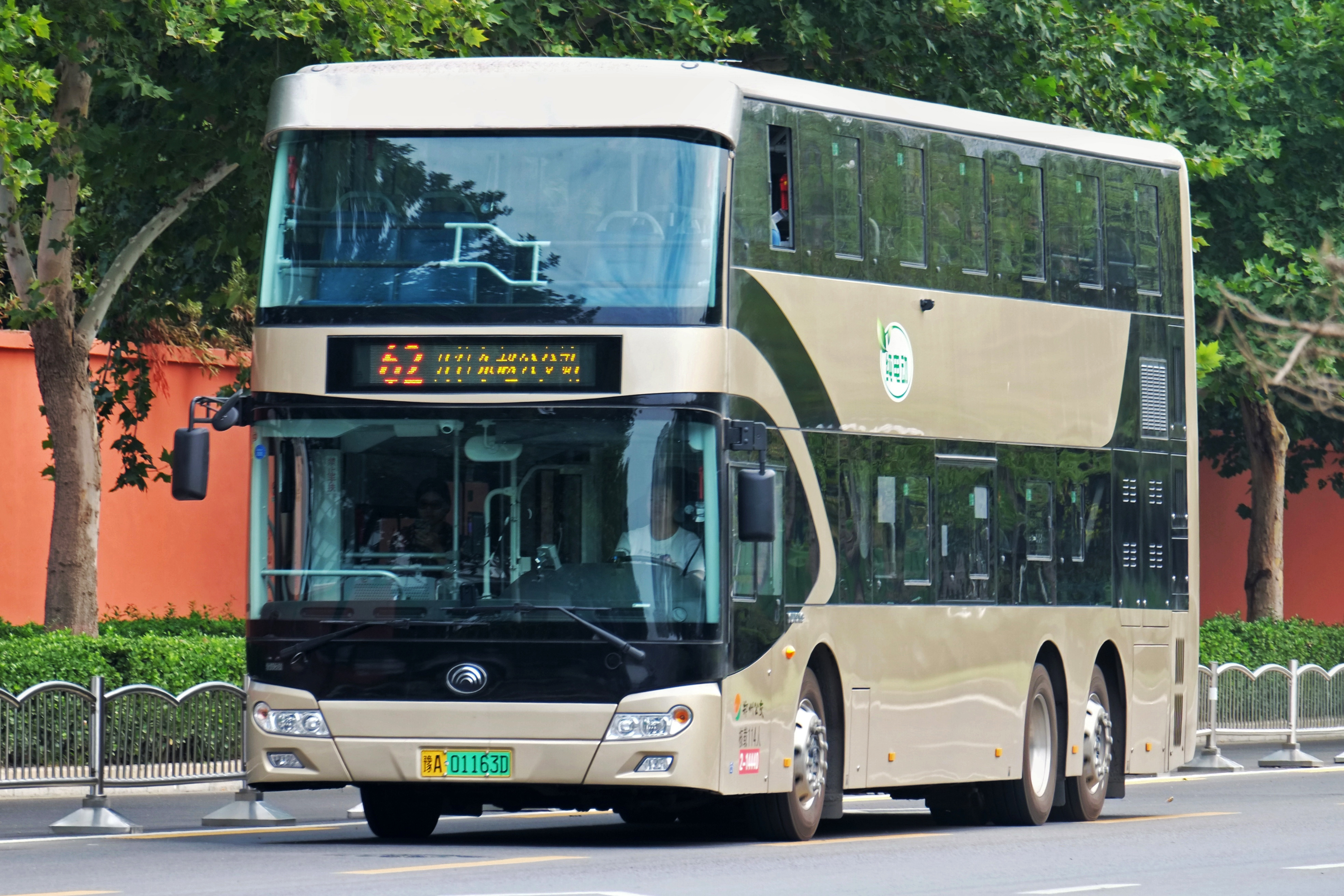
郑州公交的一辆纯电动双层公共汽车，由宇通客车生产

### 公交车
郑州市的公交线路有300余条，服务范围覆盖市中心及郊区。其主要运营者为郑州市公共交通集团。公交线路类型包括市区常规线路、快速公交线路、郊区线路及旅游线路等，除日间线路外，郑州公交还运营有夜班线路，线路号以字母“Y”开头。为应对私人轿车不断增长造成的交通拥堵，郑州市规划建设“公交都市”示范城市，提高公交出行的分担率，从而缓解交通压力。
郑州公交运营有一个快速公交系统（BRT），于2009年6月份开通运营。一期工程总长140公里，包括沿二环路的30公里长的B1路主线及多条支线，这些支线可在快速公交专用站台与主线实现免费换乘，将快速公交的覆盖面扩大至市内其他地区。郑州快速公交开通之后，吸引了海内外不少城市到郑州考察BRT运营情况。截至2025年1月，郑州快速公交已开通6条主线及数十条支线，形成线路几乎覆盖整个郑州中心市区的快速公交网络，开通10年以来，累计客运量达20.88亿人次，日均客流量超百万。
郑州公交采用的车辆绝大多数由位于郑州本地的宇通客车生产制造，并均采用新能源动力，包括混合动力、纯电动以及氢燃料电池动力等。

### 出租车
截至2016年，郑州市共有巡游出租车10608辆，车型包括丰田卡罗拉、桑塔纳、现代索纳塔等，其中排气量大于等于2.0L的车辆车身颜色为蓝色，小于2.0L的车身颜色为绿色。目前的收费标准于2012年5月起生效，排气量2.0L以下的出租车起步价为8元/2公里，超过2公里后，至12公里前，每公里1.5元，12公里或之后，每公里2.25元。排气量2.0L或以上的出租车，起步价为10元/3公里，3公里后，至12公里前，每公里2元，12公里或以后，每公里3元。夜间行驶(22：00至次日5：00)加收2元/次。等候费标准为每5分钟按1公里租价收费纯电动出租车收费标准则于2020年12月30日起生效，比照燃油出租车2.0L排量标准，起步价为10元/3公里，3公里后每公里2元。按现有计划，郑州市出租车将于2021年底全部更换为纯电动车。

## 经济

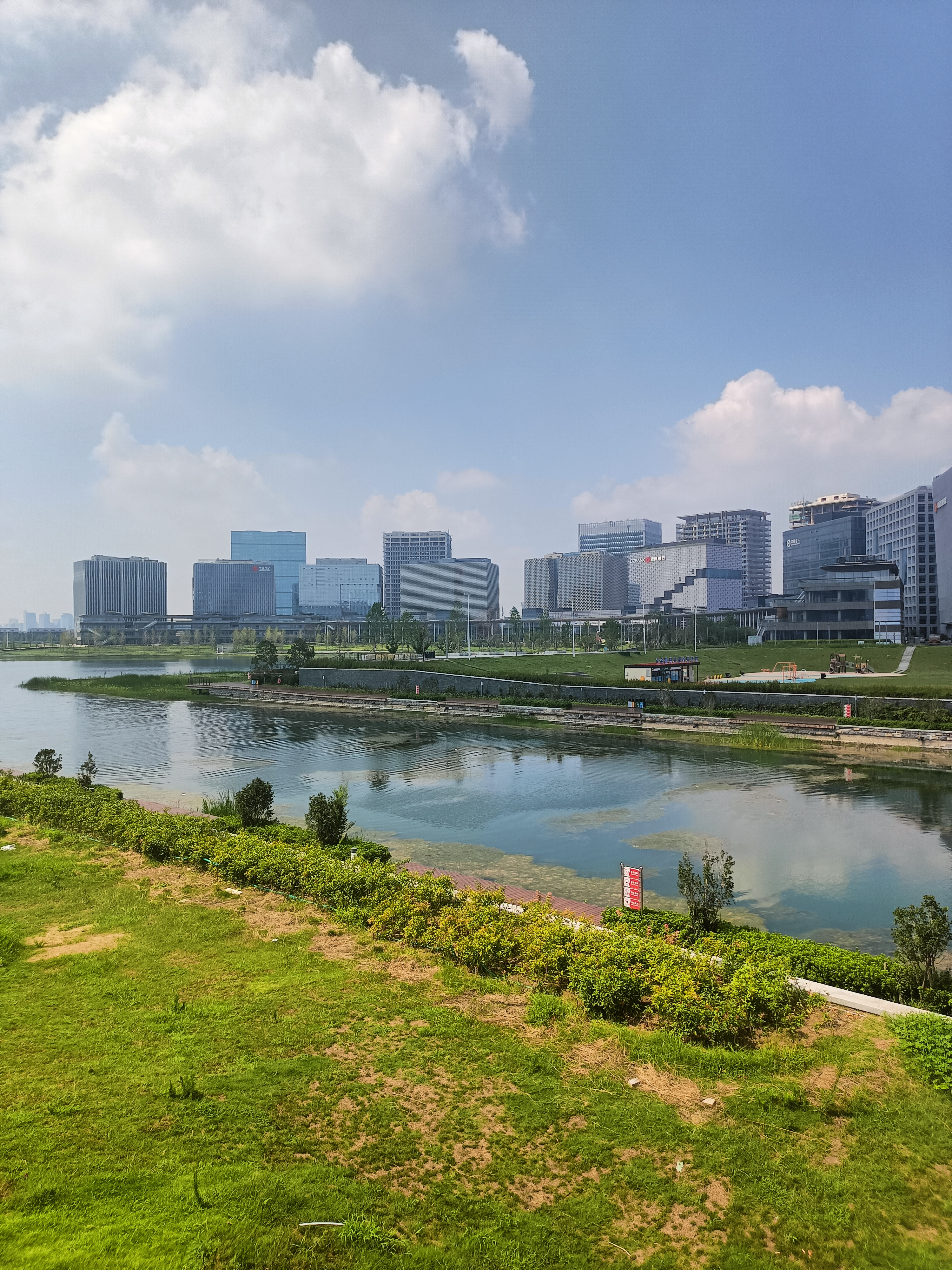
郑州金融岛

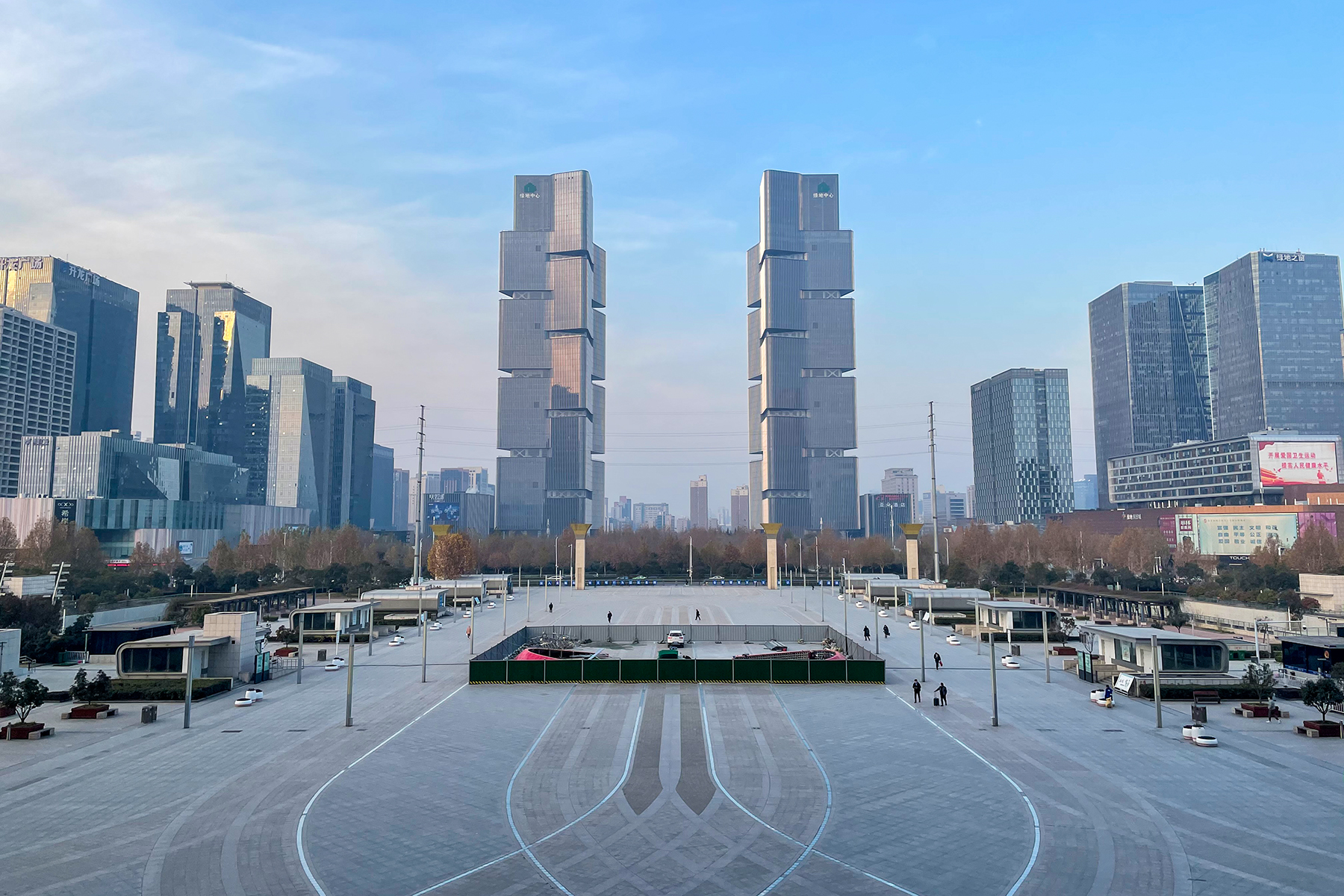
郑东新区高铁西广场商务区

郑州是中国内陆中西部地区主要大城市之一，1920－30年代随着贯穿市域的中国铁路大动脉建成通车，郑州逐渐成为中国内陆重要商埠。如今郑州是中国中部地区重要的经济中心之一，中原经济区和中原城市群的中心城市，也是内陆地区热点投资城市。截至2012年有39家世界500强企业落户郑州，2013年增至41家。
共和国初期，郑州是中国重点建设城市，其在纺织领域累积的基础优势进一步彰显。1980－90年代，郑州凭借优越的交通枢纽地位迅速发展成著名商贸城市，郑州二七商圈曾上演名噪中原、轰动全国的“商战”。1992年郑州跻身全国综合实力50强、投资硬环境40优城市行列。同一时期，邓小平南巡讲话后全国掀起经商潮。依托区位优势，郑州第三产业迅速增长，发展初期以交通运输仓储、邮政业、批发零售和住宿餐饮为代表的传统服务业占据较大比重，信息咨询和金融为代表的现代服务业有巨大发展潜力。2003年郑州市发展战略开始从以着力发展商品贸易转向商品贸易和工业并举发展的策略，这一战略使得第二产业再次焕发新机。2010年郑州将汽车产业、先进装备制造业和电子信息产业确立为三大战略支撑产业。2010年后，中部地区第一个综合性保税区域郑州出口加工区以及中国首个航空港经济试验区郑州航空港经济综合实验区相继被中央批复，为郑州乃至河南全省外向型经济发展提供支撑。2017年4月1日，中国（河南）自由贸易试验区挂牌成立，其中郑州片区为73.17平方公里（包括河南郑州出口加工区A区0.89平方公里、河南保税物流中心0.41平方公里）。

### 矿业和农业
郑州自然资源丰富，已探明矿藏34种，主要有煤、铝矾土、耐火粘土、水泥灰岩、油石、硫铁矿和石英砂等。其中煤炭储量达50亿吨，居全省第一位；耐火粘土品种齐全，储量达1.08亿吨，约占全省总储量的50%；铝土储量1亿余吨，占全省总储量的30%；天然油石矿质优良，是全国最大的油石基地之一。郑州盛产小麦、玉米、大豆、水稻、花生、棉花等粮食作物，苹果、梨、红枣、柿饼、葡萄、西瓜、大蒜、金银花等经济林果，黄河鲤鱼等农副土特产品。另外，中牟、新郑和荥阳是中国重要的粮食基地县（市）。
近代郑州农业发展经历了从土地改革到农业合作化，从人民公社到家庭承包经营再到农业税减免的过程，但受农药、化肥价格飙升，农产品价格受国家控制等因素的影响，农民的负担并未因农业税的减免而真正减轻。近年，郑州农业开始向产业化经营方向发展，通过扶持农产品加工企业来提高农产品的附加值，一批农产品企业在政策支持下迅速崛起。郑州的农业也在向着多元化方向探索，如推进生态绿色农业和观光休闲农业的发展。

### 工业
郑州市在纺织、机械、建材、耐火材料、能源和原辅材料产业上具有明显优势，食品加工、汽车制造、手机制造等为主导产业。郑州曾是全国纺织工业基地之一，郑州的纺织业起始于19世纪初，第一次世界大战后，许多国家积极投入生产，国内沿海城市对棉花需求迫切，国内外商人纷纷到郑州采购，利用郑州的交通优势将棉花运往沿海各大城市。在这种大背景下，1920年郑州第一个近代纺织企业“郑州豫丰纱厂”创办投产。共和国成立后，中央把郑州作为发展纺织工业的重点城市之一，大批技术熟练工人流向郑州，郑州纺织工业快速崛起。至1992年，郑州的棉纱产量占河南省总量的五分之一。1990年代中后期，郑州纺织工业在计划体制、设备陈旧等多重因素影响下逐渐陷入困境，大批技术骨干流失至沿海地区。2000年以来，郑州国有棉纺企业完成升级改造，郑州二七区被中国纺织工业协会和中国服装协会授予"中国女裤名城"称号。

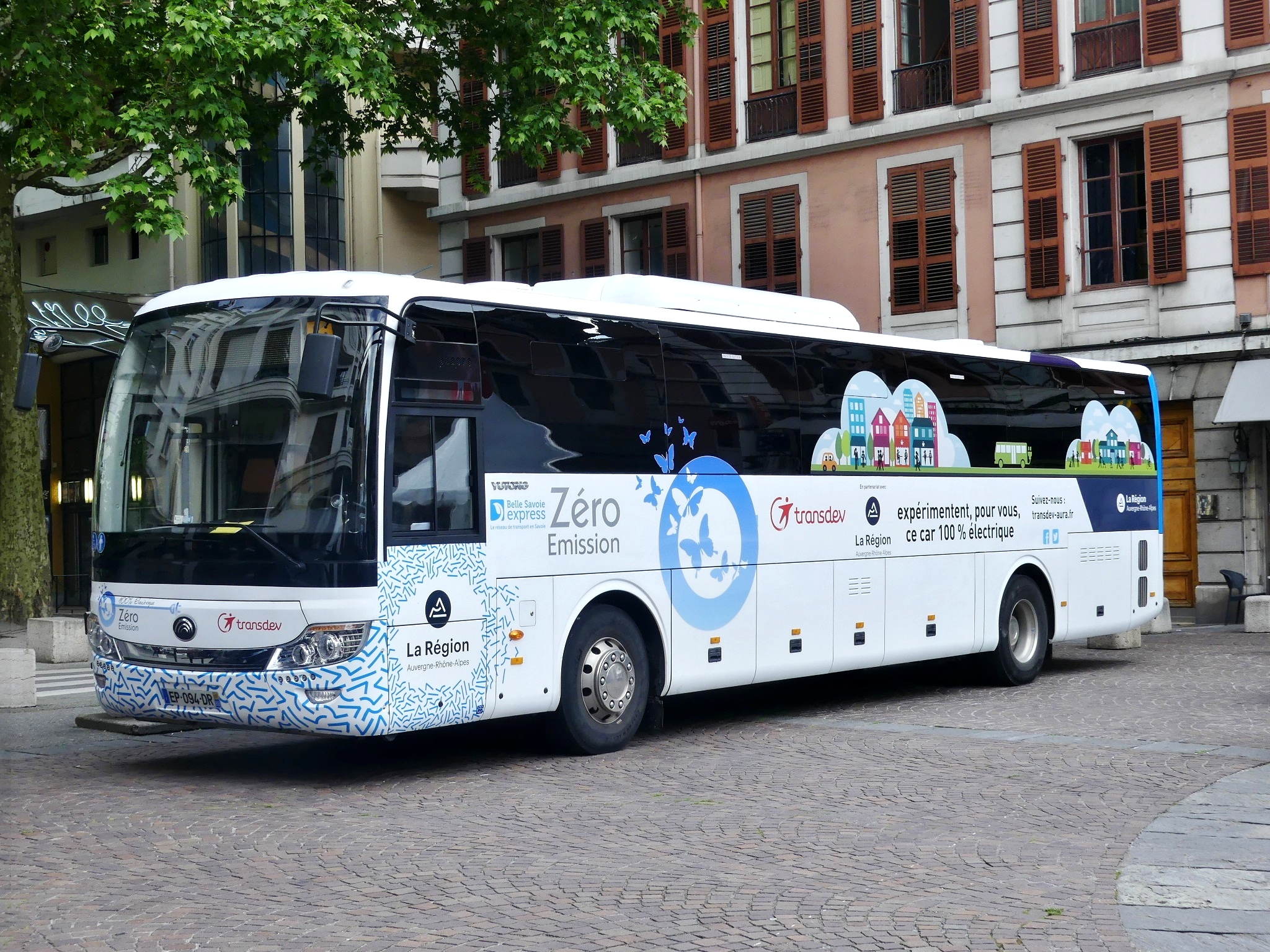
出口至法国的郑州宇通客车

食品工业是郑州市传统优势产业，且发展迅速，郑州数百家食品工业企业年销售收入达600亿元左右。中国市场上三分之一的速冻水饺产自郑州，拥有全国规模宏大的速冻食品企业三全食品和思念食品。中西部地区较大的啤酒生产商金星啤酒，中国较大的方便面生产商白象食品。根据产业规划布局，在郑州国家经济技术开发区建立谷物加工及粮油食品制造基地；在航空港区建设以航空食品、方便休闲食品以及高附加值的功能食品研发生产基地；在惠济经济开发区建造冷冻食品产业基地。在马寨食品工业集聚区布局以乳制品、肉制品、烘焙制品、饮料、添加剂和营养保健食品制造基地；中原食品工业园主要生产方便米面食品和当地特色农副产品加工基地。
郑州是全国重要的冶金建材工业基地，氧化铝产量占全国总产量的50%左右。中国铝业郑州研究院是中国唯一一家轻金属大型科研机构，有全球规模最大的氧化铝试验基地和水平领先的国家大型铝电解工业试验基地，是中国铝镁工业新工艺、新材料、新装备的前瞻技术研发基地。机械工业拥有亚洲最大的磨料磨具企业白鸽集团。郑州宇通客车股份有限公司是亚洲规模最大、工艺技术最先进的客车生产企业。郑州海为高科、新大方公司和中铁工程装备集团有限公司在轨道交通设备生产领域销量不俗。欧帕公司生产的码垛机器人、自动码坯机械手等产品在中国国内市场份额独占鳌头。恒天重工、宇通重工、黎明重工等企业生产的新型高效专用装备优势明显。2010年8月2日，鸿海科技集团旗下的富士康国际宣布落子郑州，一年内不仅吸引大批配套企业进驻郑州，还直接推动郑州外贸出口和物流业高速发展。2016年中国工业百强县（市），河南上榜有9个县市，其中郑州占据了5个席位，分别为巩义（第30名）、新密（34名）、荥阳（47名）、新郑（56名）、登封（60名）。

### 服务业

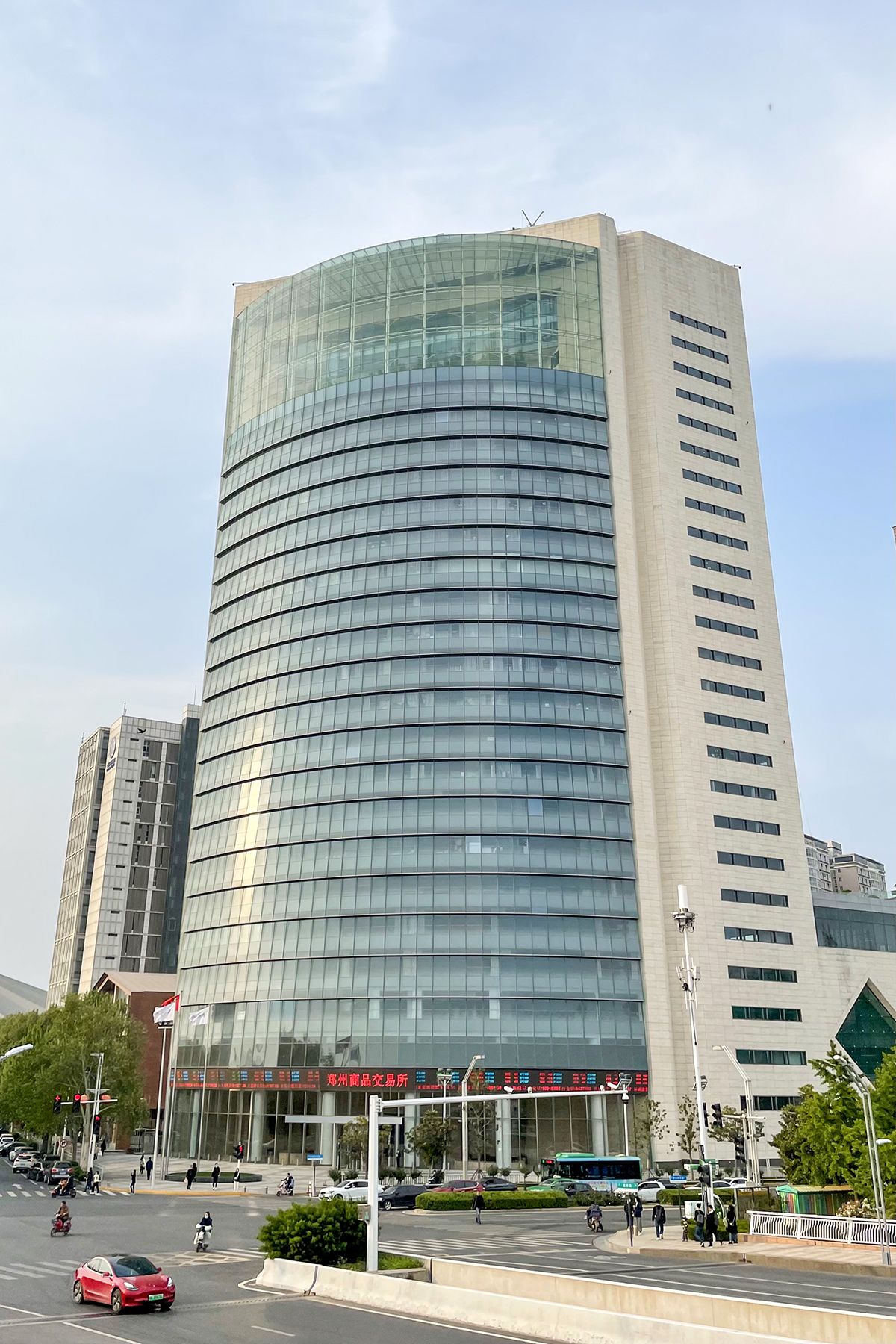
郑州商品交易所

郑州是中国国家服务业综合改革试点城市及国家知识产权局批复的服务业集聚发展试验区，除了交通运输、批零贸易、住宿餐饮等传统服务业外，以建设郑州商贸城为契机迅速崛起的批发零售贸易业对周边区域的辐射力较强，近年郑州以以中心商务区、郑欧国际班列、郑州航空港及内陆港建设为载体，加快发展现代物流、电子商务、会展、信息、文化、旅游、房地产、金融、保险等现代服务业。郑州是中部地区金融中心之一，有百余家银行、证券、保险、期货等金融机构在郑州设立分支，形成环郑州CBD金融中心核心区。中国三大期货交易所之一的郑州商品交易所覆盖农业、能源、化工、建材和冶金等国民经济重要领域。郑州每年举办众多全国性和地区性展览，国际一流的郑州国际会展中心位于郑东新区中心商務區，市内另有中原国际博览中心等会展场所，2010年郑州市获得“中国十大品牌会展城市”奖。

## 文化

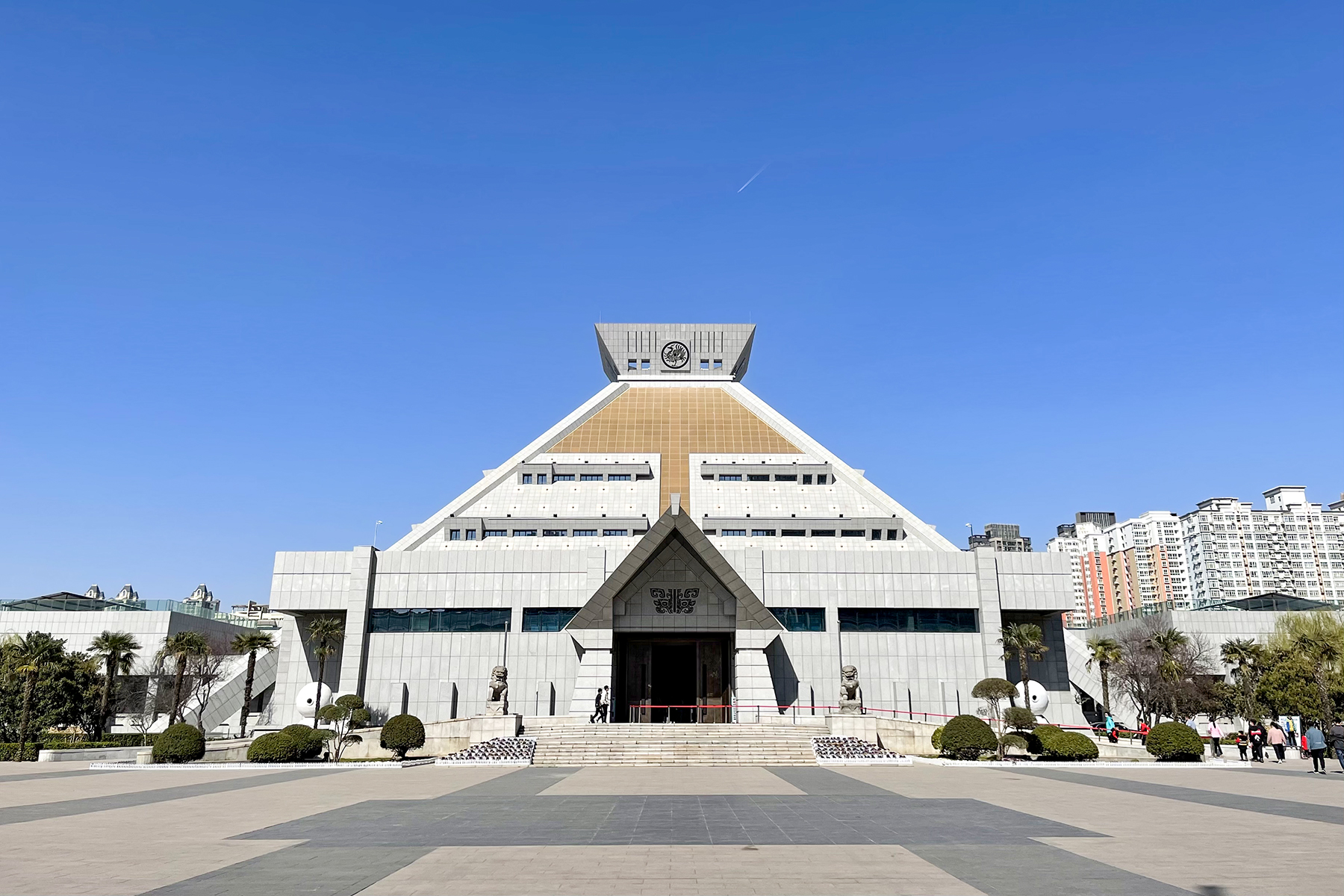
河南博物院

郑州是华夏文明和中原文化的重要发祥地之一，1994年被中国国务院列为第三批历史文化名城。郑州的文化主要体现为黄河文化、商都文化、拜祖文化、武术文化以及戏曲文化。河南博物院做为国家级重点博物院，是展示中原历史古文明的重要场所，登封“天地之中”历史建筑群更是世界文化遗产。黄河郑州段以“悬、浊、荡、阔”为特点构成了独特的自然风光。郑州自古与“商”有缘，商朝开国第一个君王成汤在郑州夯土筑城，营建亳都，孕育出了灿烂的殷商文化。作为轩辕黄帝故里的新郑市在春秋时期的历史典籍中便有三月三，拜轩辕，登茨山的记载。黄帝文化被公认为中华文化的源头及中华民族传统文化的主体文化和根文化。嵩山少林寺拥有1500多年的历史，以禅宗与少林武术并称于世，是文化博大精深的中国名寺，在海内外有广泛影响力，以它为题材创作的各类影视作品层出不穷。中国五大剧种之一的河南豫剧在郑州有广泛的群众基础。

### 戏曲和曲艺

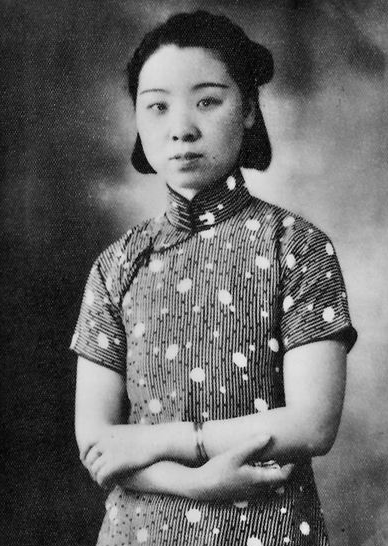
豫剧名演员陈素真

河南是戏曲大省，除传统的豫剧、曲剧和越调三大剧种外，还有十多个地方剧种，几百年来戏曲一直都是郑州城乡居民文化生活的主要组成部分，对老百姓的生活起着伦理教育和审美娱乐作用。省会郑州的戏曲氛围在河南省外其他城市很难见到，20世纪初，郑州火车站附近的老坟岗汇聚了坠子、相声、评书、戏法、戏曲和拉洋片的艺人，他们的表演几乎囊括了中原地区民间艺术的所有技艺。如今，郑州市内各大公园和文化宫成为戏曲爱好者的乐园。郑州老百姓已经把戏曲当成了自己精神文化生活中不可或缺的内容，截至2007年，河南省共有戏曲茶楼100多家，郑州占20多家。戏曲演员不再局限于剧场舞台，而是以多元的形式活跃在戏曲茶楼。戏曲茶楼在纷繁都市中既弘扬了传统艺术，又使得现代忙碌的人群得以放松心灵。除传统的舞台和茶楼表演，郑州市还有诸如河南人民广播电台戏曲广播和郑州文娱广播等专业戏曲广播电台为戏迷提供服务。

### 郑州十大历史故事

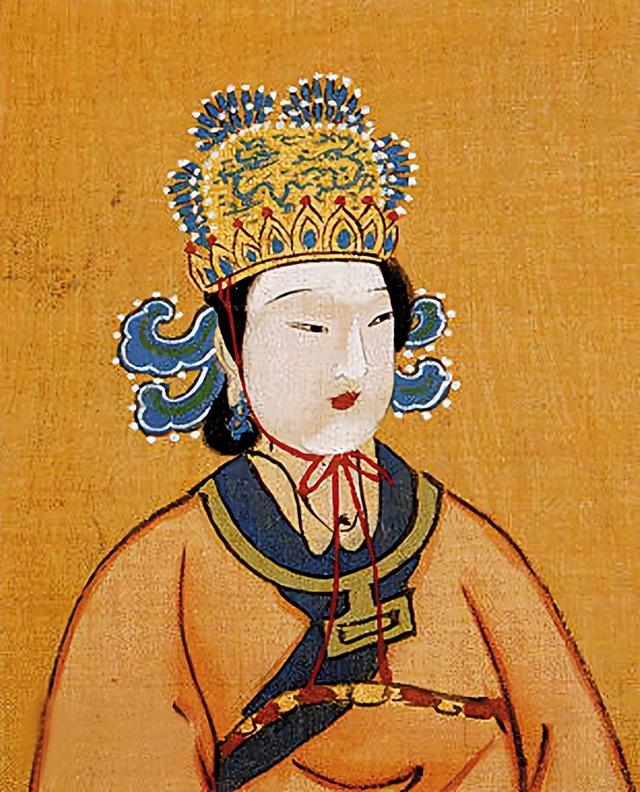
封嵩山为中岳的女皇武则天像

郑州十大历史故事是郑州市旅游局在2007年组织的“历史文化资源世纪盘点”工程中，通过专家与民众相结合，在众多和郑州有关的历史故事中评选出的十大故事，并以连环画的形式出版。这些故事包括大禹治水、楚河汉界和官渡之战等。
夏代的禹在嵩山一带率领民众治理洪水，最终获得了胜利。老百姓盛赞大禹的献身精神，大禹治水的故事一直流传至今。而史书中记载的“禹都阳城”便位于郑州登封阳城；楚河汉界说的是公元前202年刘邦、项羽对垒于郑州广武的故事。广武山古战场上的遗迹，有两军对峙之汉霸二王城，有“中分天下”之鸿沟。刘项对峙两年有余的鸿沟，后来演变成中国象棋中的“楚河”和“汉界”；《左传》中记载有郑庄公与母亲武姜黄泉相见的“掘地见母”故事。在郑州荥阳京襄城3公里处的一个叫阴司涧的地方，传说就是郑庄公与母亲相见的“黄泉”之地；东汉末年，袁绍成为雄踞北方实力最强的诸侯。他自恃兵多粮足，于建安四年亲率步兵10万、骑兵2万，南下攻打许都。曹操被迫以两万的劣势兵力相拒于郑州中牟的官渡，最终以少胜多，人们把这场战争称为“官渡之战”；古代帝王登山朝拜大多去的是泰山，惟独武则天登嵩山，封中岳，这一事件被称为武则天封嵩山。武则天和嵩山有着不解之缘，她年近八旬时，又登嵩山，向上苍投下除罪金简一通，祈求神灵宽恕自己的过错。
郭守敬测天是指元代科学家郭守敬在3年内研制出13种天文仪器，并在登封筑观星台测天象，他制作出当时世界上最先进的历法“授时历”，比教宗额我略十三世颁布的“額我略历”早三百年，他计算出的地球绕太阳运转一周的时间，与今天人类所知实际时间只差26秒；西汉汉武帝在登封嵩阳书院游玩时，将高大的柏树封为将军，这一故事被称为汉武帝封将军柏；潘安轶事是晋朝美男子潘安的一系列故事。潘安是郑州中牟人，民间里巷千百年流传着这位郑州美男子诸多的轶闻趣事，现在人们用貌似潘安，来形容男子长的帅；禅宗始祖达摩在嵩山创立禅宗，面壁十年，至今达摩面壁的石洞仍在，是为达摩面壁的故事。十三棍僧救唐王讲述的是隋朝末年，天下不安，诸侯纷争，唐王李世民在困难之际，得到神秘十三个少林棍僧解救。

### 民间文艺
郑州剪纸也叫绞花，剪纸成品内容多样、形态各异，有花草树木、鸟兽虫鱼和人物故事，也有福、禄、寿、喜、吉祥等纯文字形式，剪纸作品一般在逢年过节期间用来装饰门窗、墙壁或顶棚，烘托节日气氛。部分剪纸亦被用作缝制刺绣的花形样底。婚礼上的喜花剪纸在郑州广泛流行，人们一般将剪成双喜字的大红纸于婚姻吉日贴在大门两侧或置于家具之上，也有将剪制的大幅喜花装饰婚房，都为现行的婚礼录像增添热烈喜庆气氛。
郑州花灯是每年农历正月十五元宵节，民众都要玩的一种灯笼。进入正月，居民们就开始制作花灯，花灯造型有人物、走兽、飞鸟、虫鱼等，也有以灯火为动力的走马灯、羝羊灯、斗牛灯等，还有用绢纱制作的宫灯、六棱灯等。有地方的会举办灯展、灯会或灯赛。
抓子儿是郑州民间传统儿童类的游戏项目，抓子儿游戏在郑州地区流传很早，在新郑市、新密市、登封市和巩义市的嵩山一带广泛流传着王母娘娘在黄河嵩山视察民风，在娘娘山玩抓子儿游戏的故事。抓子儿有抓五子儿、抓七子儿、抓九子儿、抓十子儿、抓十一子儿。抓子儿所用的“子儿”一般是用砖瓦陶片砸磨成的小圆球儿，也可用现成的圆石子儿，现在一些孩子也用玛赛克制作。
另外，郑州民间还流行狮子舞、麒麟舞、龙灯舞、大头和尚、竹马舞、棒棒鞭、张公背张婆、挑花篮等各类民间舞蹈，其中大头和尚是一种幽默风趣的舞蹈项目，和尚头戴笑脸面具，女主角上场表演小跑步、拾金钱、整容等动作，和尚和女主角再通过捅耳、敲头等动作，展开戏闹场面。挑花篮源自于宗教崇拜，是庙会的主要活动之一，参加者以妇人为主。在大型庙会上，数以百计的中老年妇人肩挑“花篮”，边舞边唱，有时彻夜不息。

### 主要节会
郑州月季花会是一个以月季为主题的节会。1983年3月21日，郑州市人民政府将月季定为郑州市的市花，并于1984年5月1日在碧沙岗公园举办了首届郑州月季花会，当时有两种黄色月季花被分别取名为“黄和平”和“皇后”，1988年落成的当时郑州最高建筑就以“黄和平大厦”命名；郑州卷烟厂亦推出“黄和平”香烟以表庆贺。1995年到2004年郑州月季花会中断十年，自2007年起又恢复举办，举办期间满城皆花，公园、街巷处处都是美丽的鲜花，香气馥郁。
郑州国际少林武术节是一项集武术、旅游、文化交流于一体的大型综合性节会，以“弘扬中华武术，扩大对外开放，促进经济发展”和“以武会友，共同进步”为宗旨。武术节始办于1991年，2004年升格为世界传统武术大会，2009年升格为由国家体育总局和河南省政府主办。武术节举办期间，有来自世界各地的武术爱好者汇聚郑州同台竞技。2016年少林武术节有68个国家地区、200多个团队、2300多名选手参加。
黄帝故里拜祖大典是每年农历三月初三祭拜黄帝的活动。在春秋战国时期的《竹书纪年》和汉代的《史记》等历史典籍中有三月三登新郑具茨山（俗称“始祖山”）朝拜黄帝的记载，唐代以后渐成规制，盛世时由官方主拜，乱世时由民间自办。1992年新郑市人民政府举办了第一届“炎黄文化旅游节”，自2006年开始，“炎黄文化旅游节”升格为黄帝故里拜祖大典。2008年6月7日新郑黄帝拜祖大典被中国国务院列为中国国家级非物质文化遗产。

### 饮食文化

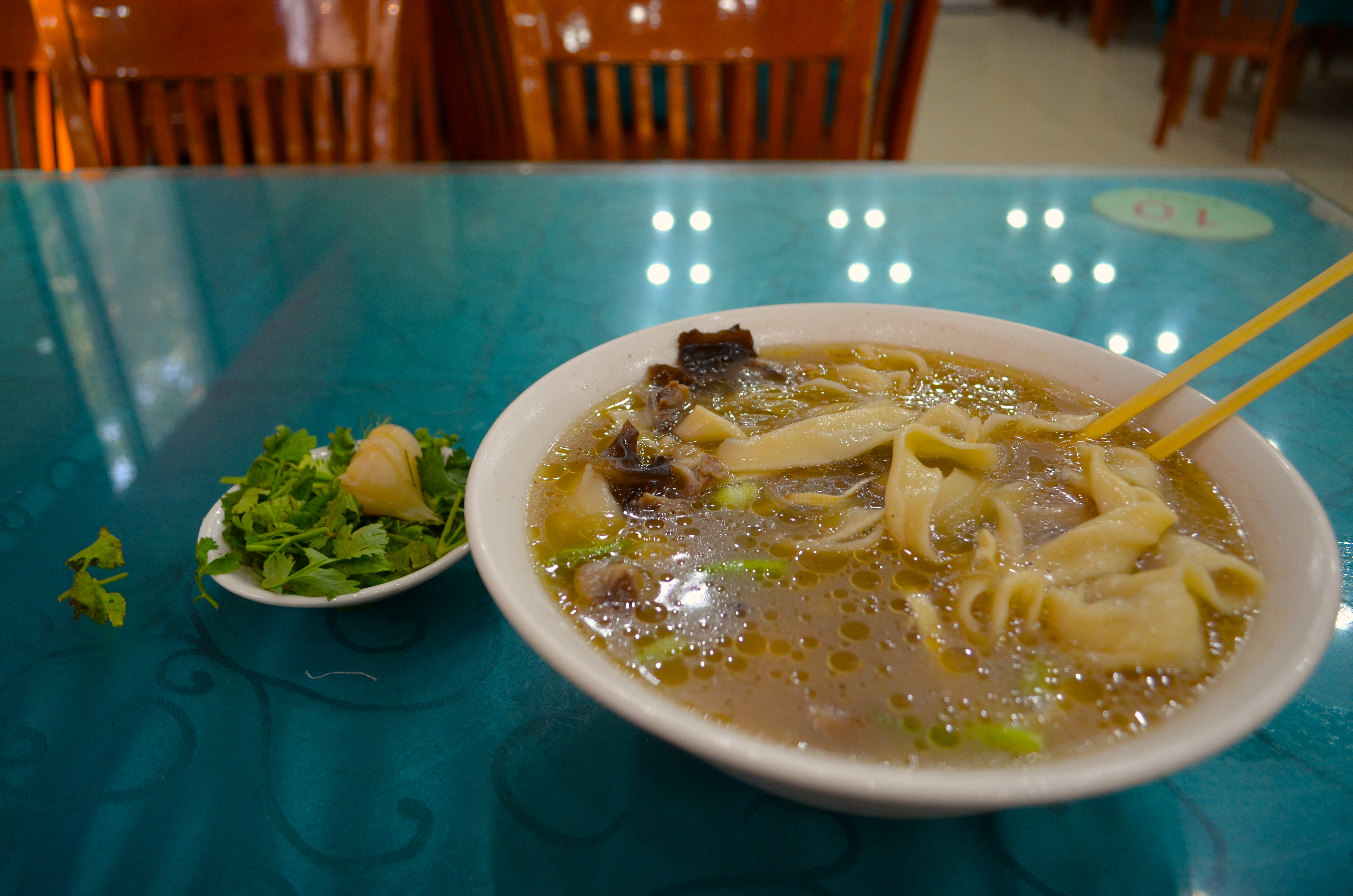
河南烩面

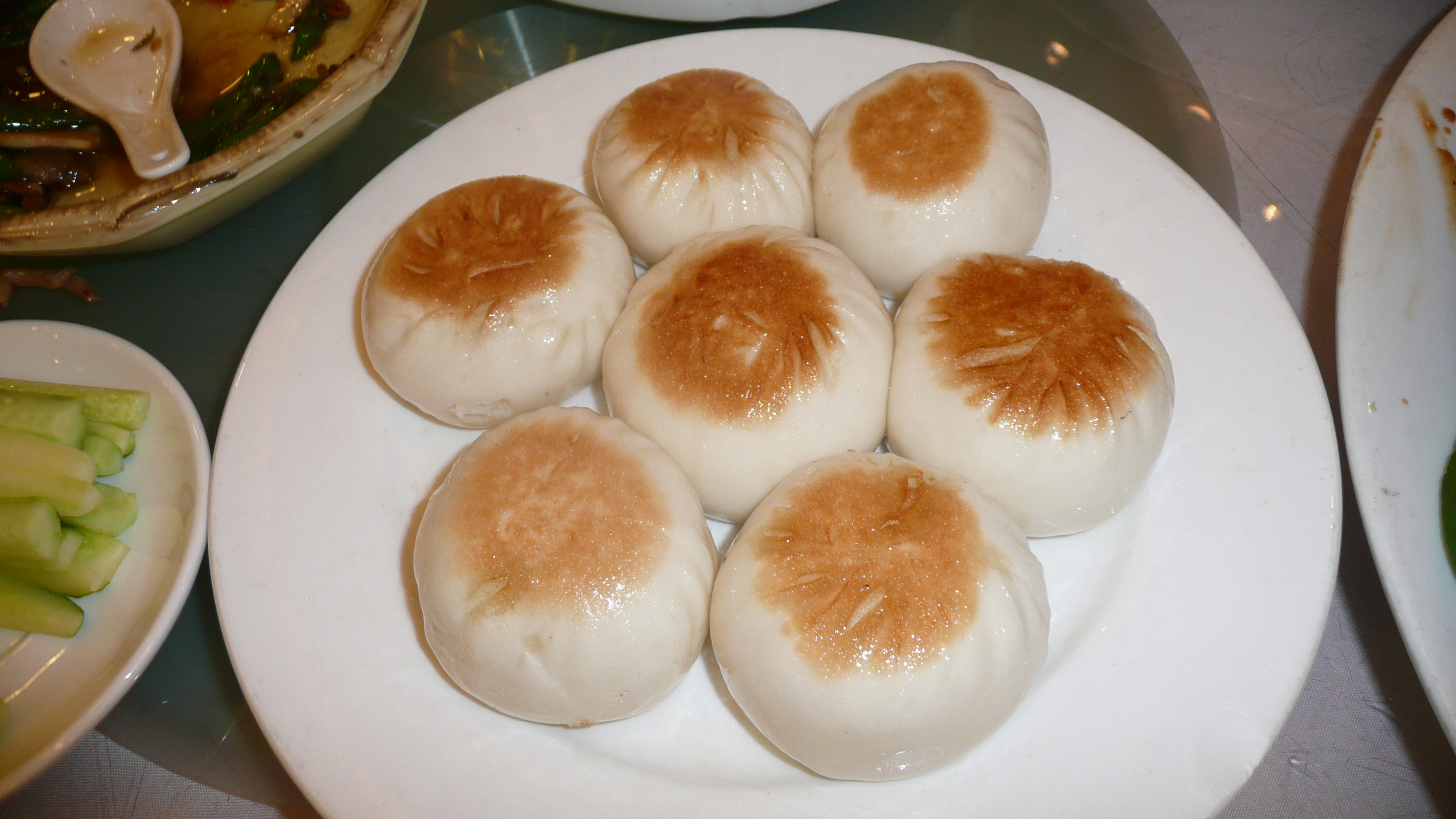
水煎包

俗语讲：“天津的麻花，山西的醋，山东的煎饼，河南的麵。”河南是小麦的主产区，郑州人自然以面食为主，有蒸馒头、摊煎饼、油炸的菜角，甚至连郑州人普遍喜爱的胡辣汤的配方里面，面粉也是重要的材料之一。另外，还有烩面、汤面、捞面、拌面、炒面、卤面之类的面条食品。其中，郑州的烩面最具代表性，郑州号称“烩面之城”，烩面馆遍布全市的大街小巷。郑州的大枣也有一定名声。名吃还有合记羊肉烩面、萧记三鲜烩面、蔡记的蒸饺、葛记的焖饼等，合記燴麵與蔡記蒸餃、葛記燜餅並稱為鄭州「老三記」。值得一提的是，葛記燜餅是創始人於民初由北京移居而來到鄭州開店，正是鄭州作為交通要道的明證。
豫菜是郑州颇具地方特色的菜系，在选料、刀工和配菜上具有一套独特的传统，突出特点是用汤讲究，烹调方法多样。如“鲤鱼焙面”、“桶子鸡”、“套四宝”都是当地的豫菜代表。郑州比较著名的专门经营豫菜的酒楼有河南食府和豫顺楼饭庄等名店。河南食府将中原的民俗、风土、人情、文化融为一体，是郑州经营精品豫菜及豫地风味小吃的餐饮名店。豫顺楼饭庄是为振兴豫菜，重扬郑州历史名店豫顺楼而于1999年10月创办的豫菜饭店，由该店创制的“五香肘花”曾被评为中国名菜。

## 旅游
郑州做为国家级历史文化名城和中国八大古都之一，文物资源众多，有包括星罗棋布的古城、古文化、古墓葬、古建筑、古关隘和古战场在内的遗址遗迹达1万余处，其中登封“天地之中”历史建筑群是世界文化遗产，国家级重点文物保护单位共38处43项，省级重点文物保护单位128处。郑州黄河风景名胜区是中国国家级重点风景名胜区和全国文明风景旅游区示范点，天下第一名刹少林寺是中国国家5A级旅游景区，威震海内外的少林功夫便出自少林。中国最早的天文建筑周公测景台和登封观星台、国家级重点博物院之一的河南博物院、中国宋代四大书院之一嵩阳书院、中国现存最大的道教建筑群中岳庙、中国三大地主庄园之一的康百万庄园以及有“七帝八陵”之称的北宋皇陵群等都位于郑州境内。2011年，郑州市旅游局推出了黄河风光休闲游、古都文化游、新区观光游、欢乐亲子游、科普修学游、工业游、都市赏春游、温泉度假游共8条城市游线路供游客选择。

### 全国重点文保单位
- 古建筑：太室阙、少室阙、启母阙、嵩岳寺塔、观星台、康百万庄园、会善寺、永泰寺塔、法王寺塔、中岳庙、净藏禅师塔、初祖庵及少林寺塔林、新郑轩辕庙、少林寺、千尺塔、寿圣寺双塔、凤台寺塔、清凉寺、南岳庙、郑州城隍庙（含文庙大成殿）、登封城隍庙、郑州清真寺、密县县衙、三祖庵塔、登封玉溪宫、登封崇福宫
- 古遗址：郑州商代遗址、郑韩故城、西山遗址、王城岗及阳城遗址、裴李岗遗址、大河村遗址、荥阳故城、巩义窑址、织机洞遗址、新砦遗址、唐户遗址、大师姑城址、小双桥遗址、大周封祀坛遗址、李家沟遗址、尚岗杨遗址、后庄王遗址、青台遗址、秦王寨遗址、人和寨遗址、花地嘴遗址、曲梁遗址、娘娘寨遗址、稍柴遗址、南洼遗址、望京楼遗址、祭伯城遗址、华阳故城、京城古城址、苑陵故城、汉霸二王城、铁生沟冶铁遗址、密县瓷窑遗址、古城寨城址、老奶奶庙遗址、西史村遗址、官庄遗址、窑沟遗址
- 石窟寺及石刻：巩县石窟、大唐嵩阳观纪圣德感应之颂碑、崇唐观造像、刘碑寺碑、慈云寺石刻、佛顶尊胜陀罗尼经幢
- 古墓葬：宋陵、后周皇陵、打虎亭汉墓、欧阳修墓、李诫墓、苌村汉墓、后士郭壁画墓
- 近现代重要史迹及代表性建筑：郑州二七罢工纪念塔和纪念堂、张祜庄园、刘镇华庄园、郑州第二砂轮厂旧址

- 登封观星台
- 康百万庄园
- 嵩山
- 宋陵
- 嵩岳寺塔
- 法王寺塔
- 巩县石窟
- 密县县衙

### 特色街区

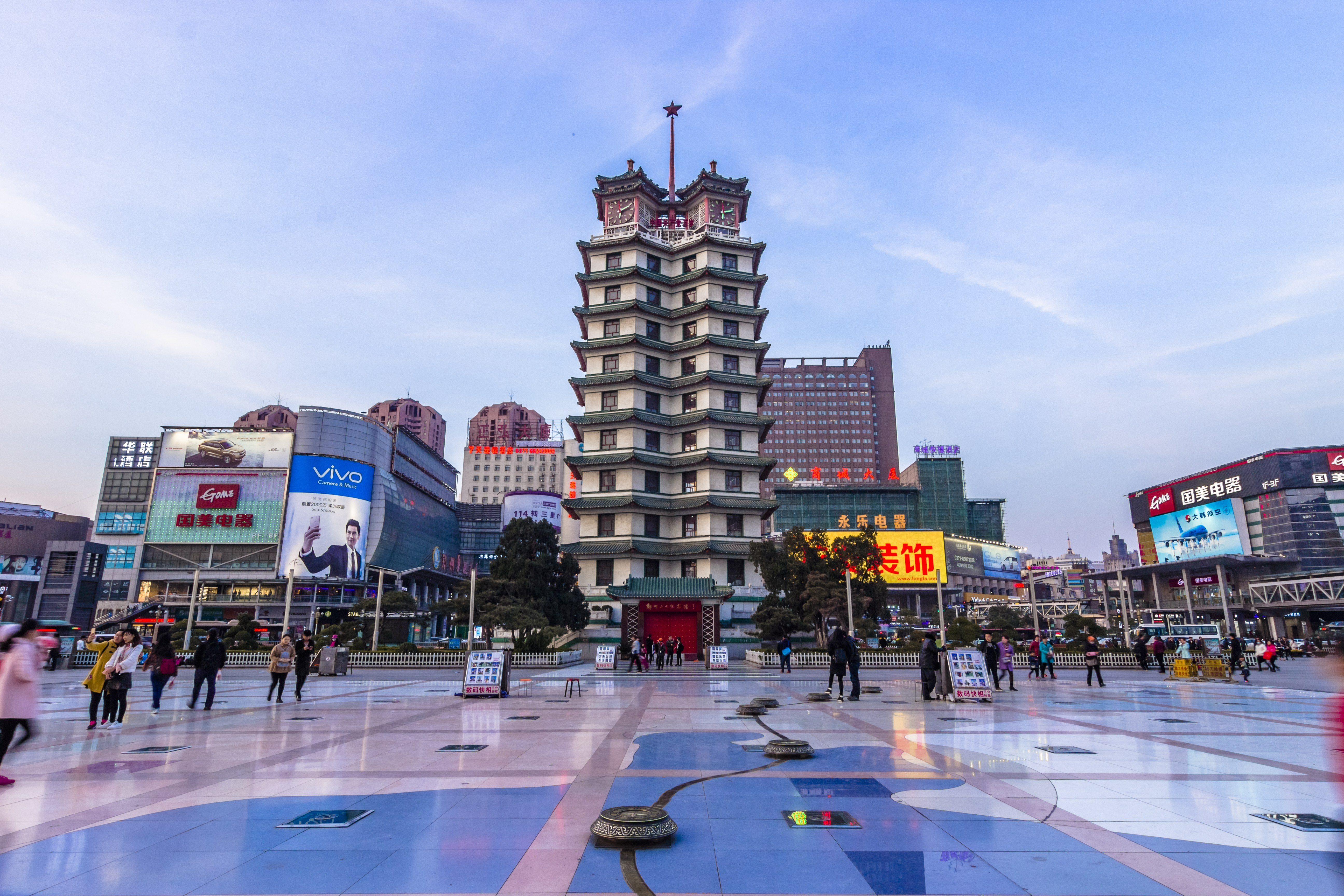
二七广场

德化街是郑州商业街的鼻祖，历史文化深厚，据清乾隆十三年的《郑县志》地图所示，此地原名野鸡岗，晴天满天灰，雨天两腿泥。清光绪三十一年（1905年）始形成街衢，2002年被改造成具有现代气息的商业步行街；太康路是郑州历史较长的商业街道，以文化娱乐而著名，郑州市最大的书店--郑州购书中心（新华书店）--就位于西太康路与二七路交汇处附近；北二七路是全国“百城万店无假货”示范街，以流行服饰专卖店为主；健康路是精品服饰、休闲服饰和运动服饰荟萃的商业街道，同时也是美食的天堂；人民路矗立着巨大的法国梧桐树，以百货、音响器材和流行元素为特色，是郑州市最浪漫的商业街道；文化路是高等学府聚集的一条道路，具有许多年轻时尚的元素，还有“中原硅谷”之称的河南科技市场；纬一路是郑州的特色酒吧街，气氛幽静，林荫茂密。云集了不同种类的咖啡店、演艺吧、西餐厅和日本料理店。
二七广场位于郑州市最繁华的中心商业区，广场中央为二七纪念塔，四周高楼林立并由立交桥连通，商铺云集，平日游人如织，夜晚灯火通明，夜市一般营业至晚上11时。金水路被誉为“郑州的长安街”，依金水河横贯东西的主干道，有50年树龄的法国梧桐环抱的景观高架路和滨河公园，是休闲娱乐和浏览城市景观的好去处；中原路是市区西部的主干道，沿途有市府机关和绿城广场，环境优美，是散步休闲的绝佳场所；花园路－紫荆山路是郑州较富现代气息的主干道，高楼大厦鳞次栉比；农业路正在成为郑州的东西轴线主干道。东达郑东新区，西至桐柏路，位于中段的河南博物院是几千年中原文明的见证；中州大道是南北贯穿郑州市区的现代化城市景观大道，将老城与郑东新区分开，有众多立交桥，可以领略郑东新区的蓬勃气息和郑州现代化城市新气象，北达黄河，向南直通新郑国际机场。

## 友好城市
| 国家     | 城市                            | 締結日期       |
| -------- | ------------------------------- | -------------- |
| 日本     | 埼玉市（埼玉縣）                | 1981年10月21日 |
| 美国     | 里士滿（弗吉尼亞州）            | 1994年9月14日  |
| 羅馬尼亞 | 克盧日（克魯日縣）              | 1995年5月6日   |
|          | 晉州市（慶尚南道）              | 2000年7月25日  |
| 纳米比亚 | 馬林塔爾（哈達普區）            | 2001年8月27日  |
| 约旦     | 伊爾比德（伊爾比德省）          | 2002年1月31日  |
| 俄羅斯   | 薩馬拉（薩馬拉州）              | 2002年4月11日  |
| 巴西     | 若茵維萊（聖卡塔琳娜州）        | 2003年11月17日 |
| 德国     | 什未林（梅克伦堡-前波美拉尼亚） | 2006年4月12日  |
| 保加利亚 | 舒門（舒門州）                  | 2007年4月27日  |
| 義大利   | 那不勒斯（坎帕尼亞大區）        | 2007年11月2日  |
| 白俄羅斯 | 莫吉廖夫（莫吉廖夫州）          | 2007年11月7日  |